# 今際の国のアリス
『今際の国のアリス』（いまわのくにのアリス）は、麻生羽呂による日本の漫画。『週刊少年サンデーS』（小学館）にて、2010年12月号から2015年5月号まで連載した後、『週刊少年サンデー』（同社）に移籍し、2015年19号から2016年8号まで月イチで連載され、2016年12号から2016年14号まで3号連続で連載された。移籍前は特別編が不定期で連載されていた。スピンオフとして、『月刊サンデーGX』（同社）にて『今際の路のアリス』が2015年9月号から2018年3月号まで連載。さらに『週刊少年サンデー』では2020年46号から2021年8号まで新章となる『今際の国のアリス RETRY』が連載された。
2013年にCMアニメ化、翌年にOVA化、2020年にNetflixで実写ドラマ化。

## あらすじ
漫然と生きていたゲーマーが、友人2人と迷い込んだ異次元の東京。 そこで次から次へと理不尽なゲームを突きつけられた彼らは、生きるか死ぬかの戦いを強いられる。

## 主な登場人物
本作品の登場人物名はほとんど片仮名で書かれている。主人公のアリスをはじめ、「不思議の国のアリス」の登場人物にちなんだ名前の人物が多い。
担当声優（声）はアリスとカルベの二名がサンデーCM劇場/OVAの順、それ以外の人物はOVA、演はNetflix版の配役となる。

### 主要人物
有栖良平（ありす りょうへい） / アリス
声 - 川原慶久/細谷佳正、演 - 山﨑賢人
本作の主人公。勉強もスポーツもぱっとしない落ちこぼれの少年。高校3年生。「ビーチ」での序列はNo.71→60→51。得意ジャンルは「♥」。
裕福な家庭の生まれだが、教育者である父親からは出来のいい弟と比べられていて、家庭に居場所がなく息苦しく感じている。その現実から自分を引き上げてくれたカルベとチョータに信頼を抱いており、「今際の国」に入った後も共に行動していたが、滞在初日に知り合ったシブキも含めて彼らが自分のために死んでしまったことで、「今際の国」の謎を解明するべく奔走する。
土壇場での観察力と洞察力に優れ、誰もが見落としそうな些細な事実を見つけ出し突破口を開くこと、「げぇむ」で敵対する相手の立場に立ちどのように立ち回るかを予測することに長ける。また、頭の切り替えが速く、興味があるものならのめりこみが早い。元来は繊細な性格の持ち主で、他人が抱える闇を感じ取ることもある。
「げぇむ」を乗り越える中で挫折と再起を繰り返すが、キューマとの戦いを通じて「今際の国」の国民が元は皆滞在者であった事実に直面したことやチームのムードメーカーだったタッタの死により絶望し、「げぇむ」からの離脱を宣言する。離脱後はウサギへの愛情を形に表し共に穏やかな日々を過ごす一方で、自分の決断に対し迷いも見せていたが、ニラギとチシヤとの邂逅をきっかけとして改めて自分の利己的な性質と向き合うことになり、心の殻を打ち破って復活。ミラとの「げぇむ」では幻覚剤を盛られ生存本能を抑制され「とちゅうきけん」に追い込まれそうになるも、ウサギの命を賭けた呼び掛けにより保護本能を呼び覚まし復活。最後までクロッケーを進めミラに勝利。「今際の国」の永住権を拒否して現実世界に帰国した。
現実世界では隕石落下により臨死状態だった。いわゆる三途の川での臨死体験であった「今際の国」での記憶はないが、心のどこかでそれを憶えている模様。その後大学に通い臨床心理士を目指している。こちらの世界でもウサギと出会い双方に朧気な記憶があるようで恋仲になっていることが示唆されている。
『RETRY』では公認心理師の資格を得てスクールカウンセラーになっているほか、ウサギと結婚している。産気づいたウサギの元へ駆けつけるため渋谷に到着した直後、台風による看板の落下に巻き込まれそうになった鬼頭たちを守ろうとした結果、再び今際の国へと迷い込む。げぇむが始まると前回の体験を思い出し、苦悩しながらも現実へ戻るためげぇむに挑む。
宇佐木柚葉（うさぎ ゆずは） / ウサギ
声 - 寿美菜子、演 - 土屋太鳳
本作のヒロイン。クライマーの女子高生。「おにごっこ」の会場でアリスと出逢う。価値観の違いが許されない周囲の世界に失望しており、孤独を好んでいる。
「ビーチ」での序列はNo.72→50→41。得意ジャンルは「♠」。
唯一敬愛していた同じクライマーである父・重憲が不祥事の濡れ衣を着せられ自殺し、彼を弔った後に「今際の国」へと誘われる。
「今際の国」でも父親から学んだサバイバル技術で一人生活していたが、心の底から「居場所がなくても、仲間を失っても生きたい」と叫んだアリスに共感を抱き、共に生きる決意をする。当初はかつて自分と父を拒絶した元の世界に戻ることに未だ抵抗を覚え、元の世界で再び生きることに前向きなアリスに対しても距離を置く姿勢を取っていたが、アリスと共に生きる意志が勝り歩みだす決意を固めた。
共に生きることを決めたため「げぇむ」から降りたアリスの意思を尊重してやがて恋愛関係となった（後述に関連すると現実世界での出来事ではなかった。アリスの愛情不足によるコンプレックスを察してはいたが自分が埋めることを決意）。本心はげぇむに参加して真実を解明することにあったが、それを説くことなくアリスの決断をひたすら待っていた（周囲の動向は密かにチェックしていた）。その後立ち直ったアリスと共に最終げぇむに勝利して「今際の国」での永住権を拒否して現実世界に帰国。
最終げぇむで負ったアリスのための怪我は現実にも反映されていた。表層的な記憶を失いアリスと再会するが恋仲になっている。
『RETRY』ではアリスと結婚して「有栖柚葉」となっており、アリスとの間に子供を授かっている。

#### 特別編の主人公
本編にも関わった特別編の主人公たち。一度の特別編の「げぇむ」にも、本編の登場人物が参加している。
- 「だいやのろく」「だいやのきんぐ」主人公のチシヤについては、#「ビーチ」を参照。

堂道隼人（どうどう はやと） / ドードー
特別編「はあとのよん」、「すぺえどのきんぐ」の主人公。中学3年生。ギャンブル依存症の母親を持つ。
クラスメイトの椎名琴音に片思いを抱きながら比較的平凡な日常を送っていたが、仲を応援すると言っていた親友・二宮が椎名と交際を始めてしまったことで仲違いし、失恋と親友との疎遠の二重苦に悩まされるようになる。半ば自棄になっていた時に「今際の国」へ迷い込む。
初日に参加した「あんけぇと」にて、アリスと面識を持つようになっている。「ねくすとすてぇじ」の最中シーラビと遭遇するが、辛うじて逃走に成功。その後、アグニやヘイヤと出逢う中で無くした家族の絆を取り戻していき、シーラビと戦う覚悟を持つ。シーラビを倒した後は「びざ」獲得のため、最後の絵札の「げぇむ」に参加することを決めた。立ち直ったアリスと再会して喜び最後の「げぇむ」を託す。最終的に「今際の国」での永住を拒否して現実世界に帰国。表層的な記憶を失っているが、ヘイヤと再会しアグニを気にかけている。
得意ジャンルは「♥」。
塀谷朱音（へいや あかね）/ ヘイヤ
演 - 恒松祐里
特別編の「すぺえどのなな」の主人公。何事にも関心を持たないほど冷徹な性格の女子高生。
浮気相手を自宅に連れ込む母親を見て育ったため、「ろくでなしの親の下に生まれた自分は幸せにはなれない」と諦観し、母親が事故死したことを知っても悲しみを覚えず、それまでと同じく冷め切った人生を歩んできたが、心の奥底では恋愛・結婚を通して幸せな人生を歩むことを夢見ていた。未来の自分に託した。
「かまゆで」のさなかに脇腹と左足を負傷するが、生き延びようと必死に足掻き、最後には死んだ母親を許すことによる決別や、「母親みたいにはならない」と決意したことで呪縛から解き放たれ、「げぇむくりあ」。壊死した足を、偶然出逢った外科医に自分の身体を売ることと引き換えに切断手術をした上で義足に変え、サバイバルを重ねたことで逞しさを増し「ねくすとすてぇじ」までの48日間を生き延びる。
シーラビを避けつつ森で野営していたが、罠にかかったドードーやアグニと出逢い、共にシーラビと戦う。当初は己の生を優先して必要以上に協力しようとしなかったが、幸福な未来を切り開くという信念の下で後悔しないため2人を助けた。シーラビを倒した後も、ドードーに付き添い最後の「げぇむ」に参加することを決断したが、最後の「げぇむ」はドードーと再会したアリスに託すことに（面識がないため不安を感じてもいたが）。最終的に「今際の国」での永住を拒否して現実世界に帰国。「今際の国」での負傷は現実でも反映されており、隻足の状態で車椅子を乗り回している。表層的な記憶を失っているが、ドードーと再会して彼に絡んでいた。
得意ジャンルは「♠」。

### アリスに影響を与えた人物
ウサギや「ビーチ」のメンバーや国民のキューマ以外でアリスに影響を与えた人物。
苅部大吉（かるべ だいきち） / カルベ
声 - 高橋英則/鈴木達央、演 - 町田啓太
アリスの小学校時代の同級生。アリスやチョータと同い年ながら高校を中退後にBARを経営しており大人びている少年。
喧嘩を売ってきたチンピラの集団を返り討ちにするなど腕っぷしも強い。小学校時代にアリスの観察力と洞察力を目の当たりにして、彼の隠れた才能を見抜きそれ以来一目置いている。オーストラリアの土地を買い牧場を営む夢を持っている。母親は娼婦で、父親がどこの誰かも知らずに育った。
今際の国では持ち前の冷静さと恵まれた身体能力によりアリス一行を主導しつつ今際の国の謎をも解こうとするが「かくれんぼ」でアリスを生かすことを選択し、「ビーチ」の存在をアリスに教えた後に死亡。現実世界でもそれが反映され隕石落下により死亡していたことが判明した。
勢川張太（せがわ ちょうた） / チョータ
声 - 代永翼、演 - 森永悠希
アリスの高校の同級生で、酒と女が好きな不良少年。
腑抜けのお調子者に見えて義理堅い所がある。アリス同様、何をやってもうまくいかない落ちこぼれで、普段は温和で気楽な態度を装うも、内心では不遇な環境によるトラウマとコンプレックスを抱いていて、精神的な脆さがあるものの、しかし、それゆえに仲間に助けられることの重みを誰よりもよく知っている。
「かくれんぼ」ではカルベと共にアリスを生かす選択をし、「ダチのために命を張るのは怖くない」と宣言し死亡。カルベ同様に現実世界でも隕石の落下により死亡していたことが判明。
紫吹小織（しぶき さおり） / シブキ
声 - 坂本真綾、演 - 水崎綾女
アリスが「今際の国」に来て初めて遭遇した滞在者。
「♣3」の会場でアリスたちと出逢い、共に「げぇむ」に挑んでから仲間となる。グループの中では年長ということもあり、アリスやチョータから慕われている。気丈に振る舞っているが精神的に脆く、表面には出さないように努めている。
似たような境遇であるチョータを肉体関係を持つことで篭絡し、アリス達との仲を裂こうとする狡猾な一面を見せ、ゲーム「かくれんぼ」においても他の2人とは違い、アリスを犠牲にすることで自分のみが生き残ろうと謀るが、無線を通して彼等の友情からくる心情の吐露を聞いた結果「アリスら3人の命を背負って生きることなど出来ない」と悟り、他の2人同様「自分たちの分まで生きて欲しい」という思いを持って死亡。カルベ達と同様に現実世界で隕石落下時に死亡している。
亀山海斗（かめやま かいと）　/　ウミガメ
演 - 松澤匠
元の世界ではカメラマンの下積みであった男性。
「今際の国」の真実を追求するために、「今際の国」の風景や実際の「げぇむ」、滞在者たちへのインタビューなどをビデオカメラに撮影していく。
「ねくすとすてぇじ」開催3日目にマヒルと出会い、「でぃいらぁ」の活動拠点へ潜入。そこで出会った滞在者に連れられて「今際の国」の真相を知ると言う女性に会うが、話を聴き出す直前にシーラビの襲撃を受け、報道に携わる者としての矜持を守り射殺される最期の瞬間までカメラをまわし続けた。
彼が遺したビデオカメラは「ねくすとすてぇじ」開催6日目にアリスに拾われ、彼の復活の一因となった。

### 「ビーチ」
多摩川沿いのホテルを拠点とした滞在者の集団。
トランプを互いに持ち寄り「今際の国」脱出を目指すことを目的とする。様々な職業の滞在者が集い、異なった能力を持つ者同士でチームを組むことで、多種多様な「げぇむ」に対応できるようにしている。「ビーチ」のメンバーにはNoが割り当てられ、それが「ビーチ」内での序列となっている。この序列は上位メンバーの死亡によって繰り上がるほか、未収集のトランプを入手することによって一度に大きく昇格することもある。
No.1のボーシヤ派（カルト派）とNo.2のアグニ派（武闘派）の二大勢力が牽制し合うことで平穏を保っている。しかし後に起きた殺人事件と「げぇむ」によって秩序が崩れてしまった。
下記の紹介における各人の序列は初登場の時点のNoを基準としている。
弾間剛（だんま たける） / ボーシヤ
声 - 若本規夫、演 - 金子ノブアキ
No.1にして「ビーチ」の支配者。
元は歌舞伎町のホストだったが父親の店を受け継ぎ、商店街の人間から「帽子屋（ボーシヤ）」のあだ名をつけられた。アグニとは昔馴染みの親友同士で、アグニのことを「杜ちゃん」と呼んでいる。「♠」を得意とすることからも解る通りの強靭な肉体と宗教指導者を連想させるような高いカリスマ性を併せ持つ。
アグニと共に「今際の国」を訪れた後、いつまで続くか解らない「今際の国」の絶望から人々を救うために「ビーチ」を創設し、“「今際の国」を出国する手段”という偽りの希望をスローガンに掲げ滞在者を率いてきた。しかし、「ビーチ」が巨大化していくと共に独裁者と化し、指導者としての責任感と住民達に嘘をつき続けることに疲れて精神を消耗していき、最終的には絶望から目を背けるため自らがその嘘を信じ込むようになった。「ビーチ」との決別を宣言したアグニに、あえて弾丸の装填されてない拳銃を向けて返り討ちにあう形で絶望から逃れる。
アグニに殺された後の「ねくすとすてぇじ」開催中にも、アグニ自身が見る幻という形で彼の前に幾度となく現れ皮肉めいた言葉で責め続けるが、死ぬ間際に戦友への罪悪感を露わにしたシーラビに自分を重ねるアグニに対し、「嫌な役目を押しつけた自分の方が悪かった」と謝罪をしてアグニの前から去って行った。「今際の国」の正体が三途の川のようなものだったことからするとボーシヤの魂が本当に語りかけて来ていた可能性が高い（アグニが知らないようなドードーやヘイヤの経歴を語っているなど）。
得意ジャンルは「♠」。
粟国杜園（あぐに もりぞの） / アグニ
演 - 青柳翔
No.2→1。自衛官。アグニ派のリーダー。ボーシヤの親友で、ボーシヤのことを「剛」と呼んでいる。
幼少のころより父から母共々激しい暴力を受け、母を守るために暴力の矛先となるべく囮を演じていた。その後、母が家を出て行ったことに応じるように自身も家出し、父への復讐を誓い肉体と精神を鍛え続けた。しかし父は当のアグニが家出した半年後に急性アルコール中毒で死亡しており、以来やり場を失った怒りを抱きながら生きてきた。
武闘派のリーダーらしく襲い掛かってきた肉食動物をゲーム感覚で射殺し、弾が切れた後も特に戸惑うこともなく容易にハイエナを素手で殺す等、すさまじい戦闘力と胆力の持ち主。
ボーシヤと共に「今際の国」を訪れた際も行動を共にし、「ビーチ」建設にも助力。素行の悪いメンバーによる治安の悪化が目立ってからはボーシヤの願いを聞く形で武闘派のリーダーとなり、ボーシヤと敵対する嫌われ者を演じながら「ビーチ」の秩序の維持に努めてきた。しかし、ボーシヤが徐々に狂気に侵されていくのを見るに堪えかね「ビーチ」との決別を宣言。銃を向けてきたボーシヤを返り討ちにしたが、ボーシヤの拳銃には弾が入っていなかった事実を知り深く絶望し自暴自棄に陥ってしまう。その2日後に開催された「まじょがり」に乗じて「ビーチ」メンバーの全員抹殺を実行に移し、自分もろとも「ビーチ」を壊滅に追い込もうとした。殺戮の末にアリスによってボーシヤ殺害と「まじょ」ではないという事実を暴かれ、「げぇむ」の終結と共に「ビーチ」を後にした。
その後は自らの犯した罪を償うために死に場所を求めて各地をさまよい、シーラビとの戦いを通じてドードーやヘイヤと出逢い、彼らとの交流で過去に失われた「家族の絆」を感じ取り、彼らを守ることを自分がしたことへの贖罪にしようと決意。最終的にシーラビを倒す事に成功するが、その時の負傷で戦線離脱。再び生きて出逢うことを誓いドードーとヘイヤを送り出した。「今際の国」での永住権を拒否して現実世界に帰国。今際の国での負傷が反映されているらしく、昏睡状態で入院しているが、命に別状はない模様。
得意ジャンルは「♠」。
韮木傑（にらぎ すぐる） / ニラギ
演 - 桜田通
No.4→2。ゲームエンジニア。アグニ派に属する舌にピアスをつけた粗野な男。
学生時代は気弱な性格であり、不良生徒から酷いいじめを受けて自身が「嫌われ者」であることを確信。それが原因か他者から嫌悪される言動に抵抗を感じない。「今際の国」に来てからも恐怖心より満足感を覚え、「げぇむ」に関してもクリア如何よりもその過程を楽しむことを重視している。
げぇむにおける戦術の立案や他者への扇動等で高い知性を見せる一方で武闘派のアグニ派メンバーらしく銃器の扱いにも長ける。特にスナイパーライフルを愛用。
「まじょがり」開始後、自らの楽しみのため「ビーチ」住民達を巧みに扇動して、まさに中世の「魔女狩り」染みた恐慌状態を作り出した。ゲーム感覚で次々と「ビーチ」住民を射殺している最中にチシヤと遭遇し手製の火炎放射器で焼かれて全身に大火傷を負う。最後は「ビーチ」諸共生存者全員を焼き殺そうとホテルに放火し、「ビーチ」崩壊の一因となった。「ねくすとすてぇじ」開催1日目、アリスらと共に「すうとり」を「くりあ」した際に「人との絆」に何の価値も感じない自分の歪みを自覚する。全身火傷で死期が近いと悟っていた事も重なって、ひたすら嫌われることにプライドにも似た感情を抱くようになり、自殺に失敗したぷれいやぁから介錯を求められても拒否し、「最期まで嫌われ抜いて地獄に堕ちてやる」との決意を見せた。
開催7日目にアリスとチシヤを襲撃した際は「自分達は己の事しか考えない、大人になれない欠陥品だ」と殺し合いを煽るが、「同族」からの言葉で自分を再認識した上で「変わりたい」と願うアリスから拒否される。直後に銃声を聞きつけやって来たウサギを殺せばアリスは「同族」に戻れると判断、嫌われてでも「独りぼっち」にはなりたくないという本音を吐露しつつウサギを殺そうとするが、ウサギはチシヤに庇われ失敗し自身はアリスに撃たれ重傷を負う。最終的に「今際の国」での永住を拒否して現実世界に帰国。「今際の国」でのように全身に重度の火傷を負って入院していたことが判明した。
得意ジャンルは「♦」。
真昼祐二（まひる ゆうじ） / マヒル
No.5→3。学生時代に起業したITベンチャーの経営者。「ビーチ」結成当時からの幹部。高位のランカーであることからも解る通り、地味に見えて極めて有能な人物。
持ち前の器用さを活かして順風満帆な人生を歩んできたが、自身があまりに優秀過ぎるあまり人生において退屈さを感じ常に満たされなさを感じながら生きてきた。
「ビーチ」崩壊から3日後にアリスらと別れて「今際の国」の"外"を目指す旅に出る。一度は「げぇむ」に参加するのを止め死を覚悟したが、自然の中に根付く「生」を目の当たりにして、再び生きる決意をする。
「ねくすとすてぇじ」開催3日目にウミガメと出会い、常人離れした推理力で今際の国の謎を解き明かそうとする過程で、今際の国の「答え」まであと一歩まで迫るが、シーラビの襲撃によって「答え」を握る滞在者とウミガメを殺される。開催7日目に「♣Q」を撃破した後は「♥Q」の会場前に集結し、アリスとウサギに最後の「げぇむ」の「くりあ」を託した。最終的に「今際の国」での永住を拒否して現実世界に帰国。表層的な記憶を失っているが、アンと再会してこの体験について談義している。
得意ジャンルは「♣」。
安梨鶴奈（あん りずな） / アン
演 - 三吉彩花
No.6→4。警視庁鑑識班。ボーシヤ率いるカルト派に属し、論理や科学の力で「げぇむ」に挑むことを得意とする、冷静な性格をした女性。熱心な科学信捧者だが、オカルトの類にも一定の理解を示す。
「ビーチ」崩壊後はアリスらと行動を共にしていたが、「ねくすとすてぇじ」開始直後のシーラビ襲撃から逃走する際に、仲間3人と共にアリスらとはぐれる。その後、同日中に「♦Q」に挑み、これを撃破。開催7日目に「♥Q」の会場前に集結し、アリスとウサギに最後の「げぇむ」の「くりあ」を託した。最終的に「今際の国」での永住を拒否して現実世界に帰国。表層的な記憶を失っているが、マヒルと再会してこの体験について談義している。
得意ジャンルは「♦」。
佐村隆寅（さむら たかとら） / ラスボス
演 - 栁俊太郎
No.8→6。無職。顔と左腕に刺青を彫ったスキンヘッドの無口な男。アグニ派に所属している。通称の由来は「ラスボス」のように強いことから。
「現代社会では『死』から過剰に守られているため、『生』を実感出来ない」「本当に自分を理解してくれる人間はいない」という考えから、外界はもとより家族との接触すら絶つ引きこもりの生活を送っていた。誰の力にも依らない生き方に執着し、死と隣り合わせの「今際の国」に運命めいた物を感じ、今際の国からの帰還を目指す他者とは逆に二度と現世に戻らぬことを誓い、その象徴として現世ではまともな生活を送れないほどの強烈な紋様の入れ墨を全身に入れた。日本刀を愛用。
「まじょがり」にて殺戮を行う中でクイナと戦い、彼女に覚悟の違いを見せつけられ敗北する。「げぇむ」が終結した後も燃え盛る「ビーチ」に留まり、「己の力のみで生きる自由」を改めて体感しながら死亡。
得意ジャンルは「♠」。
苣屋駿太郎（ちしや しゅんたろう） / チシヤ
声 - 櫻井孝宏、演 - 村上虹郎
No.11→9。医大生。特別編「だいやのろく」及び「だいやのきんぐ」の主人公でもある。
他人の命はもちろん己の命にさえ価値を見出せず、他人を利用したり死に至らしめることに全く罪悪感を感じない。
「今際の国」を皆がよく知る童話の世界と称し、著者のニーズに答えられる人物こそが「今際の国」を生き抜くことができるという独特の考えを持つ。数学者や裏社会の賭博師を出し抜くほどの驚異的な頭脳と自身の命を顧みない狂気的な駆け引きを武器に、生き残ることに対してまったく執着を持っていないにも関わらず強敵相手に次々と勝利を重ねていく。
「おにごっこ」でアリスたちに目をつけ、カルベに「ビーチ」の手掛かりを与えた。「まじょがり」開催前後に、アリスを自分の目的のために利用して裏切ったが、歪な環境でも思考を失わないアリスに興味を抱くようになる。
「ビーチ」崩壊後は単独で行動し、「ねくすとすてえじ」開催6日目に「♦J」を「くりあ」した後、同日中に「♦K」まで「くりあ」するという驚異的な実力を見せる。開催7日目にアリスと再会し、直後に現れたニラギによる襲撃の中で、クズリューから受けた影響で「自分らしくない行動がしたくなった」と、ニラギの銃弾からウサギを庇って内臓を負傷した。最終的に「今際の国」での永住権を拒否して現実世界に帰国。現実世界でも内臓に重傷を負い、同じく重体患者であるニラギと相部屋で治療を受けていた。表層的な記憶は失っているが、ニラギに「今までよりマシな生き方が出来る気がする」と語っている。
得意ジャンルは「♦」。
水鶏光（くいな ひかり） / クイナ
演 - 朝比奈彩
No.13→11。アパレル店員。トランスジェンダー女性。ドレッドヘアで関西弁を話す。チシヤとは利害の一致で手を組む仲間にあたる。
厳格な父親の元で空手を習い道場を継ぐはずだったが、自分のジェンダーのあり方が原因で両親が不仲になることに耐え切れず、実家から逃げ出す形で父親と決別した。後に両親は離婚し、母親も身体を壊し入院してしまい、母親に報いるために介護を申し出るが、その直後に「今際の国」に迷い込んでしまい、離れ離れとなった母親のため「今際の国」を出国することを決意する。
「ビーチ」のメンバーにも過去の秘密を隠し通してきたが、「まじょがり」の最中ラスボスに自分の生い立ちを重ね、己の過去を乗り越える意志を持つ。過去と打ち勝ったことで封印していた空手を解禁。覚悟の違いを見せ付けラスボスを撃退した。「ビーチ」崩壊後はアリスらと行動を共にし、以前は男であったことも明かしている。
「ねくすとすてぇじ」開催1日目に「すうとり」を「くりあ」してからは、「げぇむ」への参加を嫌うようになったアリスと別れて単独で行動するようになり、開催7日目に「♠J」を撃破。その後「♥Q」の会場前でアリスらと再会して涙した。最終的に「今際の国」での永住権を拒否して現実世界に帰国。現実での怪我も大したことはないようで、母親の車椅子を押している姿が見られる。
得意ジャンルは「♣」→空手解禁後は「♠」。
九条朝陽（くじょう あさひ） / アサヒ
演 - 吉田美月喜
No.35。高校生。正体は「でぃいらぁ」の1人で、「まじょがり」の準備のために「ビーチ」に潜入していた。
互いに殺し合う「ぷれいやぁ」に失望し全滅を望んでいたが、地獄の中でも生きようともがくアリスに希望を見出す。「げぇむくりあ」への道を繋ぐため、「でぃいらぁ」であることを明かしレーザーで命を絶たれる瞬間を見せつけることで惨劇を止めた。
得意ジャンルは「♣」。
井上萌々花（いのうえ ももか） / モモカ
演 - 矢崎希菜
No.37。高校生。アサヒの友人。正体は「でぃいらぁ」の1人で、「まじょがり」の準備のために「ビーチ」に潜入していた。
他人の死を望みながら「でぃいらぁ」として生きることに疲れ、「自分が『まじょ』であることをすぐに見破って、誰も殺しあうことなく『まじょがり』が終わって欲しい」という想いを抱きながら、「まじょ」としての役目を遂行するために自ら命を絶つ。
得意ジャンルは「♣」。
竜田康大（たった こうだい） / タッタ
演 - 渡辺佑太朗
No.43。フリーター。ムードメーカー気質のお調子者。自動車整備士の息子で機械に詳しい。「ビーチ」崩壊後はアリスと行動を共にしている。
元は売れないお笑い芸人で、流行や甘言に乗せられやすく行き当たりばったりな生活を送っていた。過労で身体を壊して死んでしまった父親のような生き方を嫌い、母親に孝行したいと思いつつも、失敗の連続で目的を見失いかけていたところ「今際の国」へと誘われた。
「すうとり」でも無力さに苛まれていた時に、アリスからその気楽な性格に元気づけられた事実を告げられ、自分の価値を再び見出す。そして「るうる」の裏をかいた「ばとる」を仕掛けるため自らの腕をコンテナの扉で切断することをアリスに頼む。取り外した腕輪を託すも勝利したアリス達が戻ってきたときには既に出血多量により死亡していた。
得意ジャンルは「♣」。

### 「♠5」参加者
「おに」
演 - 秋場千鶴子
「すぺえどのご」の登場人物。本名不明。「おにごっこ」で「おに」役を勤めた大柄な体格の男。
視界を狭めるハンディキャップとして馬の被り物を被り、武器としてサブマシンガンを装備している。経緯は不明だが、右足を引きずっており、素早い動きは出来ない。
「おにごっこ」では、手にしたサブマシンガンで6人の参加者を殺害するも、最後はアリスとウサギに「げぇむくりあ」されたことで、装着されていた首輪が爆発して死亡した。
作中では一言も発しなかったため詳細は不明だが、チシヤは彼の死体を漁った際に数枚のトランプカードを見つけたことで、『「おにごっこ」とは別の「るうる」の「げぇむ」に参加させられた滞在者』という推測を立てていた。しかしながら実際には「でぃぃらぁ」側の人物であった可能性、さらには、クズリューのように国民でありながら「げぇむ」の仕掛け人に回った可能性もあり（その場合、持っていたのは前回の「げぇむ」で「げぇむくりあ」したものの可能性もある）、真相は不明である。
新渡戸（にとべ）　/　ニトベ
演 - 松浦祐也
「すぺえどのご」の登場人物。「おにごっこ」参加者。
アリス、カルベと行動を共にしていたが、「おに」によって射殺された。

### 「♥J」参加者
参加者は全20名で、名前が明らかになったのは以下で紹介する名前付きのキャラクター16名に♥Jを加えた17名。名前が不明なままだった参加者も3名いる。
相全雅喜（あいぜん まさき）/ アイゼン
常に人当たりの良い笑みを絶やさない高級車のセールスマン。
接客スキルを活かした弁舌で他者を籠絡し、自らに都合の良いように流れを誘導することを得意とする。
げぇむ開始時にグループを作って協力し合う提案をしたものの彼自身は他のプレイヤーを一人も信用せず、特定のパートナーを作らず悠々と序盤を過ごしていく。しかし次第に信頼関係を築かなかったツケが回り他のプレイヤーからマークを教え合うのを拒否され、最期はカリヤに助けを求めるも彼に危険視されていたのが運のつきとなり、嘘のマークを教えられて「げぇむおおばぁ」となる。
桐生元気（きりう げんき）/ ゲンキ
演 - 渡部龍平
粗暴な性格のプロレスラー。暴力で一方的にセトを従属させる。
毎回セトを半殺しにして自分の絵柄を聞き出していたが、セトに背中を刺され逆上して顔面を何度も乱打した結果セトが死亡。これにより自身も禁止事項に触れてしまいそのまま「げぇむおおばぁ」となり爆死。なお、アグニとボーシヤの過去に「ゲンキくん」という名前が登場したが関連性は不明である。
瀬戸秋文（せと あきふみ）/ セト
演 - 小日向星一
気弱な性格の青年。元の世界ではチンピラに金を脅し取られ続けていた。
ゲンキに目をつけられて暴力を振るわれ、巻き込まれることを恐れたウルミら第一次グループにも見捨てられる。そこに現れたバンダに「ゲンキを殺せば誰の手も届かない存在になれる」と吹き込まれ、ゲンキに包丁を突き立てる。しかし逆上したゲンキの反撃にあい、撲殺されることとなる。
太木一瓶（おおき いっぺい）/ イッペー
演 - 森優作
アフロの青年。正義感が強い。
第一次グループに参加するが、ウルミの暴走により仲間が次々と騙され死んでいくのを目の当たりにし人間不信に陥りかけるが、ヒビノを騙したターンで声をかけてきたミツルギの誘いに応じて第二次グループに参加。
しかし、ミツルギらがヤバに陥れられた結果完全に生きる希望を失い、回答を拒否して「げぇむおおばぁ」となる。
赤巻潤美（あかまき うるみ）/ ウルミ
演 - 山田愛奈
耳付きフードを被ったギャル風の少女。
第一次グループでリーダー格の立場となり互いのマークを全員で教え合って協力していたが、カネコがマークを言い間違えたのを不審に思い、正義感の強いイッペーを除くグループ全員に嘘のマークを教えるよう指示を出してカネコを殺害する。
それを皮切りに支配と排除の快感に憑りつかれ、メンバーを扇動して怪しい人物・離反しそうな人物を次々と騙し殺していくが、最期は精神に異常をきたしたカケルを含む残りのメンバーから嘘のマークを教えられ「げぇむおおばぁ」になるという自業自得の結末を迎える。
木松院翔（きしょういん かける）/ カケル
演 - 長谷川ティティ
顎髭を生やしたヤンキー風の青年。
イッペーやウルミと同じく第一次グループに参加して協力し合っていたが、ウルミの口車に乗せられてカネコの排除に同意して以降徐々に精神が不安定になり、それを危険視したウルミにより嘘のマークを教えられ「げぇむおおばぁ」となる。
矢場旺希（やば おうき）/ ヤバ
演 - 毎熊克哉
タキシードを着こなす機関投資家でベンチャーキャピタル代表取締役社長。常に不敵な笑みを絶やさない自信家。大学時代にはアメフト部でクォーターバックを4年間務めており、体力的にも優位に立つ。
実力を誇示しながら巧みに立ち回り、「げぇむ」開始前からカリスマ性すら漂う強引さでコトコを支配下に置く。第一次グループの崩壊を早くから予見し、バンダを「快楽殺人者」と呼び蔑視し、ミツルギが第二次グループの結成を宣言すると停滞を嫌ってミツルギとカリヤを禁止事項に陥れ謀殺した。
かつて現実世界で富・名声・権力といった全てのものを手に入れ、支配者として君臨していたが、彼の支配欲を満たすには至らなかった。「今際の国」を自らが支配するにふさわしい世界と称し、「今際の国」の国民になって「ぷれいやぁ」の命を支配することを理念に掲げる。
同様の理念を持ったバンダと裏で手を組み、エンジが♥Jであることが判明すると、あえて彼を生かしたうえでバンダにエンジを拷問させて「今際の国」の情報を吐かせる。バンダをして「傲慢なサディスト」と警戒させるほどのエゴイズムの塊だが、一度自分に服従の意を示し感謝の言葉を告げたコトコに対し、裏切りを確信しつつも生かそうとするという意外な一面も見せた。「♥J」を「くりあ」した後はバンダとともに行動し、最終的に「今際の国」での永住権を手にして今後の滞在者（臨死体験者）達と戦い続けることが示唆されている。
得意ジャンルは「♥」。
志賀琴子（しが ことこ）/ コトコ
演 - さとうほなみ
「どくぼう」参加者の女性。げぇむが開始する前にヤバに迫られて肉体関係を持つ。
げぇむ開始後にヤバとパートナーを組んでからは精神的にもヤバに依存するようになり、ヤバのことを「ヤバ様」と呼んで崇拝する。
しかし、実は「どくぼう」の早い段階でエンジによる催眠を受け、ヤバによる支配からはすでに抜け出していた。10ターン目に暗示によってヤバに嘘のマークを教え、自らもエンジによって嘘のマークを教えられ、ヤバは正しいマークを教えていたにもかかわらず「げぇむおおばぁ」となる。
盤田素那斗（ばんだ すなと）/ バンダ
演 - 磯村勇斗
「今際の国」入国前は「げぇむ」の舞台である刑務所に収監されていた死刑囚。常に笑みを浮かべた不気味な青年。相手を老若男女問わず「君」と呼び、また穏やかな口調を崩さない。
過去に4人の女性を残忍な方法で殺害し死刑判決を下されている。心理学に精通し、「げぇむ」を己の欲望を満たすための道具として利用する。
エンジの心の闇を言い当てながらそれを擁護して、心理的に支配下に置き（実際にはエンジの逆転移が作用した結果であり、心の闇も本当か否かは不明）パートナーを確保すると、ゲンキを殺害するようセトをそそのかし、平行線を辿っていた「げぇむ」の安定を故意に崩す。理屈を駆使した状況の洞察力に極めて長けるが、逆に言えば人の心を理屈でしか理解できず、その在り様をヤバには「快楽殺人者」だと警戒されていた。
「今際の国」における殺戮や恐怖、絶望といった負の現実を捉えて「美しい世界」と称し、「今際の国」に居続けるために「今際の国」の国民になるという理念を持ち、同様の理念を持ったヤバと裏でパートナー関係を構築する。
♥Jがエンジであると確信し、あえて彼を生かしたうえで凄惨な拷問にかけ、「今際の国」の情報を吐かせたうえで「げぇむおおばぁ」に追い込んだ。「♥J」を「くりあ」した後はヤバとともに行動し、最終的に「今際の国」での永住権を手にして今後の滞在者（臨死体験者）達と戦い続けることが示唆されている。
得意ジャンルは「♥」。
御劔栄司（みつるぎ えいじ）/ ミツルギ
左目の下に傷跡がある端正な顔立ちの詐欺師。
「げぇむ」中も、自らの職業を銀行員と偽っていたが、第二次グループ結成のために真の職をカミングアウトした。観察力・洞察力に優れ、盤面の状況を冷静に分析することに長ける。その生まれながらの才能は相対した人間の思考を見通して簡単に欺けるほどだったことから、当然の権利と自身を正当化して詐欺行為を働いていた過去を持つ。
カリヤとパートナーを組み、序盤はグループやフリーの人々を冷静に分析する。グループ崩壊間近に、「たとえ中に♥Jがいたとしても、一切殺しあわずに備蓄食糧が切れるまで平和に暮らす」という新たなグループのプランを提唱。かつて詐欺にかけた相手が一家無理心中を起こしたことから、自分の力を詐欺に用いたことを後悔しており、それをイッペーに明かして心を動かし、さらに生きるためのエゴを丸出しにしていたロクドーとあわせて、第一次グループ崩壊後に4人で第二次グループを結成する。
しかし、停滞を嫌ったヤバらによってカリヤと同じ独房に押し込められ、禁止事項によって「げぇむおおばぁ」となる。実は人間の思考を見通す才能で（どの段階でかは不明なものの）♥Jの正体に気づいており、最期にカリヤから「結局♥Jは誰だったのか」と尋ねられた際に、♥Jがエンジであることを話していた。
刈谷国雄（かりや くにお）/ カリヤ
スキンヘッドの男性。女言葉を使うスナックオーナー。
ミツルギとパートナーを組み、数ターンを過ごす。その際にただひとりグループを作らないアイゼンを危険視する。7ターン目に、他の参加者からマークを教えてもらえずに困窮していたアイゼンを♥Jではないかと危険視し、彼に嘘のマークを教えて殺害する。
8ターン目からは、ミツルギのプランに乗ったイッペー、ロクドーとともにグループを組み、籠城作戦を実行に移す。しかし、ミツルギがヤバによって独房内に閉じ込められたため、それを救おうとしたところを一緒の独房内に閉じ込められ、るぅるの禁止事項に触れ「げぇむおおばぁ」となる。最期にミツルギに「なぜプランに賛同してくれていたのにアイゼンを殺したのか」と尋ねられた際には、「結局自分も、他人を蹴落としてでも生きたかったのかもしれない」と答えた。
六道喝斎（ろくどう かっさい）/ ロクドー
袈裟を着込んだ髭面の男性。教祖。自分から積極的に他者を騙そうとはしないお人好しの面と、ウルミの強要には「自分が生き残ればそれでいい」と素直に従う利己心の強さを併せ持つ、良くも悪くも自分に正直な人物。
げぇむ序盤は「神の声が聞こえる」と称して帽子をかぶった女性とパートナーを組むが、その胡散臭い言動と直前にセトとゲンキが死亡したことから疑心暗鬼になった彼女がロクドーの言葉を信じず、ミノーに嘘のマークを教えられて「げぇむおおばぁ」になってしまう。その後はなりふり構わず、イッペー達の第一次グループに加わる。ウルミには最後まで従った結果、彼女が脱落しグループ崩壊まで一度も排除のターゲットになることなく生き延びる。
第一次グループが崩壊した後はミツルギのプランに乗り、籠城作戦を実行する。しかし、ミツルギとカリヤが同じ独房内に閉じ込められ、それに絶望したイッペーが回答を拒否したため、誰からもマークを教えられずに「げぇむおおばぁ」となる。
箕面瞭知（みのお あきとも）/ ミノー
ストールを巻いた青年。
げぇむ開始時にイッペー達がグループを作ろうと提案した際に、会場に最初に入ったカネコと最後に入ったウルミがグループ内にいるのは怪しいと告げて、参加者の疑心暗鬼を煽る。
その後は特定のパートナーを作らずにげぇむを進めていくが、セトとゲンキが死亡したことで「殺せるときに殺さないと、♥Jに何をされるかわからない」と考え、参加者たちに嘘のマークを教える。もっとも、彼自身も同様に疑心暗鬼になっていた他の参加者に嘘のマークを教えられてしまい、「げぇむおおばぁ」となる。
日比野瑠衣（ひびの るい）/ ヒビノ
セーラー服を着た女性。
げぇむ開始時から第一次グループに属していたが、口裏を合わせてカネコを排除しようというウルミの提案に乗る。その際に消極的だったことが仇となり、次のターンには自分が同じ手口で嘘のマークを教えられ、「げぇむおおばぁ」となる。
徳井芽衣沙（とくい めいさ）/ メイサ
演 - 秋山ゆずき
社長令嬢の女性。
1ターン目には自らの財力を見せつけてパートナーを見つけようとするがうまくいかず、イッペー達のグループに拾われてことなきを得る。げぇむを進めるうちにグループ内で口裏を合わせ、カネコに嘘のマークを教えて殺害。次のターンもヒビノに嘘のマークを教えるも、「自分もヒビノと同じく嘘のマークを教えられている」と疑心暗鬼になり、実際には本当のマークを教えられているにもかかわらず誤答し、ヒビノと同じターンで「げぇむおおばぁ」となる。
金子元彦（かねこ もとひこ）/ カネコ
演 - 小島遊園地
サラリーマン風の格好をした中年男性。
げぇむ開始時から第一次グループに所属していたが、カケルからマークを聞かれた際に近眼のためよく見えず（会場は貴金属の持ち込みが禁止のため、メガネも禁止）吃ってしまったためにウルミに怪しまれ、ウルミの口車に乗ったグループメンバーに嘘のマークを教えられて「げぇむおおばぁ」となる。
帽子をかぶった女性
ワンピースを着て帽子をかぶった女性。ウルミと共に会場に最後に訪れた。
ロクドーとパートナーを結んだもののセトとゲンキの「げぇむおおばぁ」により疑心暗鬼に陥り、ロクドーを信頼しきることができなくなりミノーにも自分のマークを聞く。しかし、最後に入ったことを覚えていたミノーに警戒されて嘘のマークを教えられ、ロクドーには正しいマークを告げられていたにもかかわらず「げぇむおおばぁ」となる。なお、彼女はミノーには正しいマークを教えていたが、ミノーは後述の包帯姿の女性に教えられた嘘のマークを信じてしまっている。
包帯姿の女性
原因は不明だが額に包帯を巻いており、右目をガーゼで隠した状態の中年女性。げぇむでは特定のパートナーを作らずに生き残っていたものの、セトとゲンキの「げぇむおおばぁ」により疑心暗鬼となり、マークの教え合いを提案してきたミノーに嘘のマークを教える。その後ロクドーにもマークを聞いたもののミノーと異なるマークを教えられ、2人を天秤にかけた末実際には嘘を教えていたミノーの言葉を信じてしまい「げぇむおおばぁ」となる（ロクドーは正しいマークを伝えていた）。
ライダースーツの女性
ライダースーツを着た女性。開始時にトイレを探している最中にバンダから場所を教えられ、刑務所内部に詳しいバンダに不信感を持つ。
げぇむでは第一次グループの一員となって序盤を生き延びる。カネコ・ヒビノの排除に協力をするものの支配欲に取りつかれたウルミにより3番目のターゲットにされ、嘘を教えられて「げぇむおおばぁ」。ただし同じターンではカケルの提案により彼女やロクドーもウルミに嘘をついており、結果的に相撃ちになる形となった。

### 「♣4」参加者
得意ジャンルは「♥」。
山根魁翔 （やまね かいと）/ ヤマネ
演 - 佐野和真
特別編「くらぶのよん」の主人公。元暴力団組員の青年だが、お人よしな部分を捨て切れていないところもある。
現実世界でとある男運の無い女と出会い、彼女が大切な存在となっていったことから組を抜けて足を洗おうとしていたが、「今際の国」に迷い込んでしまい、彼女の元に帰るため「今際の国」からの脱出を目論む。しかし、ある晩参加した「らんなうぇい」の正しい脱出方法に気づかず「げぇむおおばぁ」となる。
お人好しの女性
特別編「くらぶのよん」の登場人物。本名不明。命懸けの「げぇむ」の場で自分より他人を気にかけるような、お人好しな言動の目立つ若い女性。
「くらぶのよん」においても開始前から負傷した参加者をフォローしようとしたことで他の参加者たちから取り残されてしまうが、結果的にその行動によって「くらぶのよん」唯一の「くりあ」参加者となる。
「ねくすとすてぇじ」開催3日目、その日のうちに「びざ」切れを迎える子どもを救うため、同調した中年女性2名と男性1名とともに、脱落者を出すことなく絵札の「げぇむ」を撃破。最終的に「今際の国」での永住を拒否して現実世界に帰国。エピローグ部分では、病院の中庭を散歩するカットが描かれている。
度を越したとも言えるお人好しだが、決してお花畑思考という訳ではなく、その姿勢は彼女なりに筋道立った思考力と理念に基づいたものである。特に、「げぇむおおばぁ」が確定した（と、本人は思っていた）中で「例え恩を仇で返されたとしても、自分で決めた生き方を後悔しない」と言い切った理念は、後に「びじんとうひょう」戦でのクズリューの決断に影響を及ぼした。

### 「♠7」参加者
- 主人公のヘイヤについては、#特別編の主人公を参照。

八田貫幸（はった つらゆき）/ ハッタ
特別編「すぺえどのなな」に登場した、アマチュアボクサーの青年。
滞在12日目で「かまゆで」に挑戦するが、噴きだして来た高熱の温泉を浴びて「げぇむおおばぁ」となった。

### 「♦K」参加者
- チシヤについては、#「ビーチ」を参照。

飛鳥馬尚（あすま たかし）/アスマ
演 - 兼松若人
特別編「だいやのきんぐ」に登場した、証券マンの男性。「びじんとうひょう」に参加した。経済学に精通している。
クズリューの正確な読みやチシヤ・ダイモンのイレギュラーな行動に翻弄され、何もできないまま「げぇむおおばぁ」となる。
得意ジャンルは「♦」
弥重勉三（やしげ べんぞう）/ベンゾー
演 - 橋本じゅん
特別編「だいやのきんぐ」に参加した、数学者の老人男性。「びじんとうひょう」に参加した。
「だいやのきんぐ」退治は自分の頭脳一つで充分だと豪語する。チシヤ曰く、「頭がよすぎるから、バカの合理性はわからない」。他の参加者を自らと同等の頭脳の持ち主と仮定して解を求める自作の方程式に固執し、クズリューの正確な読みやチシヤ・ダイモンのイレギュラーな行動に翻弄され、何もできないままアスマ共々「げぇむおおばぁ」となる。
得意ジャンルは「♦」。
大門妃納子（だいもん ひなこ）/ダイモン
演 - 佐津川愛美
特別編「だいやのきんぐ」に登場した、闇金業者の女性。「びじんとうひょう」に参加した。
アスマとベンゾーとは違い計算能力や知識には乏しいが頭の回転の速さを武器とする。当初は他プレイヤーの考える合理と噛み合わず四苦八苦するも、5回戦でイレギュラーな選択をしたチシヤの意図を汲み協力して場を荒らし、アスマとベンゾーを「げぇむおぉばぁ」に追い込む。この時点でチシヤよりもリードを保っていたが、「ダイモン自身が合理的に選ぶ『ランダムな数字』」を読み切ったチシヤがピタリ賞を当てた結果、一気にマイナス2ポイントを食らい「げぇむおおばぁ」となる。
得意ジャンルは「♦」。

### 「今際の国」の国民
一連の「げぇむ」を主催する人間たち。元々はアリスたちと同様「今際の国」に迷い込んだ滞在者だった。
各々の動機で「今際の国」の永住権を手に入れて国民となり、各々の目的のために「げぇむ」を運営している。だが、彼らもまた「今際の国」を統括する「じょおかぁ」の駒に過ぎず、「今際の国」の「答え」を握る立場にはない。

#### 絵札の主
九頭龍慧一（くずりゅう けいいち） / クズリュー
演 - 阿部力
「♦K」を名乗る国民。国際弁護士。絵札を除く全ての「げぇむ」を「くりあ」した後に放送されたテレビ中継に出演した1人で、眼鏡をかけた知能派の男性。「ふぁあすとすてぇじ」を乗り越えた猛者「ぷれいやぁ」達の思考や不測の事態でさえ容易に計算に組み込む驚異的な頭脳の持ち主。
かつては『命の価値は平等』という理想に燃えて弱者救済に尽力していたが、アメリカ大企業の顧問弁護士団に加わったことを契機に、経済大国の専横的行為を目の当たりにして無力感と罪悪感に苛まれる。その後も、格差や搾取システムを肯定する富裕層と関わっているうちに命の価値が分からなくなってしまい、失意のまま日本へと帰国した際に今際の国へと誘われた。
国民の身でありながら「ビーチ」設立時からの幹部（初登場時の序列はNo.3）として堅実にボーシヤを支えたり、死の可能性を認識したうえで「らんなうぇい」に負傷者役として参加する等、国民となってからも「命の価値」という命題に答えをもたらす可能性を探し求め続けた末、「びじんとうひょう」にて「命の価値は自分で勝手に決めればいい」と生殺与奪をわざと委ねてくるチシヤを前に、『命の価値は平等』というかつて自らが抱いた理想を問い直し、「命の価値を自分では決めない」という生き方を貫いて運否天賦に勝敗を委ねた。結果としてチシヤに敗れたが、最期に自分の生き方を見つけられたことに満足しながら「げぇむおおばぁ」となる。その最期はチシヤから羨望や尊敬も含めて「勝ち逃げ」と称され、命に価値を見出せない己との対比で彼に深い影響を与えた。
得意ジャンルは「♦」。企画する「げぇむ」は、彼自身の信念を反映してか偏執的な程に公平さが重視されている。
加納未来（かのう みら） / ミラ
演 - 仲里依紗
「♥Q」を名乗る国民。精神科医にして脳科学者。絵札を除く全ての「げぇむ」を「くりあ」した後に放送されたテレビ中継に出演した1人で、人形のような表情を崩さない長髪の女性。
どこまでも無邪気な好奇心を行動原理とし、人間観察のため「ビーチ」内に滞在者として潜伏（初登場時の序列はNo.7）したり、「げぇむ」を主催する動機を「病気」と称する等の不気味な言動を繰り返す。
「くろっけぇ」では、多くの思わせぶりなことを語ってアリスを翻弄しつつ、紅茶に盛った幻覚剤を利用した洗脳で生存本能を奪い「とちゅうきけん」に追い込もうと試みる。しかし、ウサギの決死の自傷行為に応えたアリスの保護本能が抑えられずに敗北を悟り、最後までクロッケーを楽しんだ後、アリスに「人生を楽しみなさい」と言い残し、静かに「げぇむおおばぁ」を受け入れた。
得意ジャンルは「♥」。企画する「げぇむ」は、人の心を弄び自滅と絶望を促すものが多い。「かくれんぼ」も自分がアリスたち4人を狙い撃ちにして企画した「げぇむ」だと語っている。
続編の『今際の路のアリス』に登場する脳科学者・加納我文の実姉にあたり、姉のことは『今際の路のアリス』内でもわずかではあるが語られている。
久間欣治（きゅうま ぎんじ）/ キューマ
演 - 山下智久
「♣K」を名乗る国民。ミュージシャンにしてヌーディスト。絵札を除く全ての「げぇむ」を「くりあ」した後に放送されたテレビ中継に出演した1人で、底抜けに陽気な芸術家肌の男性。
スリル中毒を自称し、「げぇむ」を通じてありのままの自分を表現することに生き甲斐を覚える楽観主義者。アリスらの入国の5ヶ月前にバンドのメンバー共々「ぷれいやぁ」として「今際の国」に入国し、ほぼ同時期に同じく「ぷれいやぁ」として入国していたシーラビ、クズリュー、ミラと出会い意気投合した。
初対面のクイナからも「ふざけた奴」と評される程とぼけた言動が多いが、その端々から研ぎ澄まされた感性や優れた決断力、高いカリスマを滲ませる。今を悔いなく全力で生き、伝えたいことを今伝えることこそが重要だと考え、アリスの心に強い影響を与え、彼自身もアリスに対し興味と友情を感じていた。
「ねくすとすてぇじ」初日に、仲間４人と共にアリス、ウサギ、クイナ、ニラギ、タッタの5人と「すうとり」で対決。「じんち」への特攻作戦でシタラの命と引き換えに圧倒的優位を築きながら最後はタッタの捨て身の奇策により敗れるも、友人としてアリスの生きる意味が見つかることを心から願い、「一片の悔いもない良い人生だった」と晴れやかに告げて「げぇむおおばぁ」となる。
得意ジャンルは「♣」。企画する「げぇむ」は、仲間を愛する彼らしく助け合いが「くりあ」の鍵になっているものが多い。「らんなうぇい」も彼が企画した「げぇむ」のひとつ。
稚羅日勲（しいらび いさお）/ シーラビ
演 - 谷田歩
「♠K」を名乗る国民。傭兵。絵札を除く全ての「げぇむ」を「くりあ」した後に放送されたテレビ中継に出演した1人で、真夏でも肌を極力隠す厚着をした老境の男性。
職業柄から戦い慣れており、「ふぁあすとすてぇじ」を乗り越えた実力者集団である重武装のサバゲーチームさえも、様々な火器を巧みに扱って容易に殲滅する。
平和ボケを蔑みつつも戦場でしか生きられない自分もまた因業な存在と考え、全ての人間との間に一線を引いてきた厭世家だが、自分を「友」と呼ぶ同業者アパッチを切り捨てきれず過酷な戦場へと赴き、致命傷を負ったアパッチの嘆願で彼に止めを刺した過去を持つ。その体験からPTSDを患っており、生きることを「苦痛」、死を「苦痛」から解放するための「救済」と捉えて、「げぇむ」でも敵対心ではなく憐憫を以って標的が苦しまないように殺戮を行う。
「ねくすとすてぇじ」開催6日目から7日目にかけてアグニ、ドードー、ヘイヤの一行と死闘を繰り広げ、最後はドードーが殺されたと思い激昂したアグニの捨て身の突撃で首を折られて敗北、朦朧とした意識の中でアパッチに懺悔の言葉を並べ、アグニの「救ってくれてありがとう、友よ」という言葉に友人の面影を見ながら息絶えた。
得意ジャンルは「♠」。企画するげぇむは、彼の思想を現すが如く即座に死に至る危険なものが多い。
駒山阿門（こまやま あもん）/アモン
演 - 土井よしお
「♦J」を名乗る国民。暴力団代打ち。関西弁を話す、紋付き袴姿の強面な男性。
関西ルールの麻雀で「げぇむ」を行いチシヤ以外の2人の参加者を圧倒するが、チシヤにはリードを奪われたままオーラスに突入。自身のリーチに対してベタ降りしたチシヤを一度は「安全思考の合理主義者」と蔑むものの、その次巡でチシヤから切られた当たり牌は逆転が確実ではなかったため見逃す。しかしこれによりチシヤからの関西ルールを逆手に取った妨害策を許してしまうこととなり、チシヤを一流の博打打ちと認める。流局で仕切り直して決着をつけようと考えたその瞬間、大差がついていた下位の参加者に「国士無双」をロン和了りされて「げぇむおおばぁ」となった。 皮肉にも、最初にチシヤの捨て牌を見送らずにロン和了りしていれば裏ドラがのり、アモンが断トツ一位になれていたことが「げぇむ」終了後に分かり、逆にチシヤから「安全思考の合理主義者」と蔑まれてしまう。
松下苑治（まつした えんじ）/エンジ
演 - 井之脇海
「♥J」を名乗る国民。催眠療法士。右目を前髪で隠した男性。
永遠に「げぇむ」を楽しみたいがために「今際の国」の国民になったと称する「支配中毒者」。既に「♥J」として「げぇむくりあ」した経験があると匂わせる実力者であると同時に、「『ぷれいやぁ』は貴金属の持ち込み禁止」という「るうる」の網をすり抜けて、自分だけはカンニング用のモニター付き義眼を平然と隠し持つ卑劣な性格の持ち主でもある。「げぇむ」を自分のために用意された舞台劇と考え、高い演技力と職業由来の巧みな話術で舞台を巧妙に構築していく。
「どくぼう」では、ヤバとバンダが最後まで生き残ると即座に見抜き、逆転移を利用してバンダの傀儡に成り済ますことに成功する。さらに2ターン目でヤバのパートナーであるコトコに催眠をかけ、ヤバとの繋がりをも崩していく。それからはコトコの催眠を強化する以外は目立った動きをせず、「殺し合いの『げぇむ（ショー）』を間近で安全に」楽しんでいたが、残り4人になった段階でコトコを操りヤバとバンダに嘘のマークを教えて「ぷれいやぁ」の全滅を図ったところ、既に裏で繋がっていたヤバとバンダに企みの全てを看破されたうえで生き延びられてしまう。その後、2人に「今際の国」の情報を引き出すための執拗な拷問を受け、長らく忘れていた「恐怖」という感情を思い出したことで、わざと不正解のマークを宣言し「げぇむおおばぁ」となった。
スペードのクイーン/リサ
演 - 山本千尋 
「♠Q」を名乗る国民。ドラマオリジナルのキャラクター。タンクトップ姿の女性。
窮屈な現実よりも自由な「今際の国」が好きだと語っており、国民となっていた。敗北後、最後まで自由に生きると宣言し、屋上から飛び降りた後にレーザーで撃たれた。

#### 「♣K」参加者
- キューマについては、#絵札の主にて解説。
- 「ぷれいやぁ」側の参加者は、アリス、ウサギ、タッタ、クイナ、ニラギ。

設楽颯胡（したら そうご）/ シタラ
演 - 志磨遼平
「すうとり」の「今際の国」側参加者。「すうとり」を企画した人物でもある。キューマとは元の世界で共に活動していたバンドの仲間同士。
アリスらの「じんち」への集団特攻作戦を立案・参加し、タッタとの「ばとる」により点数がマイナスに達し死亡。
得意ジャンルは「♦」。
如月詩（きさらぎ うた）/ ウタ
演 - 浦浜アリサ
「すうとり」の「今際の国」側参加者。良くも悪くもユニークなキューマに振り回されつつも、シタラ同様良き理解者である女性。「すうとり」の敗北と共に死亡。
得意ジャンルは「♣」。
牧琢巳（まき たくみ）/ マキ
演 - 栄信
「すうとり」の「今際の国」側参加者。無口なスキンヘッドの大男。彼もシタラ同様キューマと共にバンド活動を行っていた。
格闘技に長けており、クイナの攻撃をかわしてカウンターを叩き込んで倒してしまうほどの実力者。「すうとり」の敗北と共に死亡。
得意ジャンルは「♠」。
神崎豪謙（かんざき ごうけん）/ ゴーケン
演 - 奥野瑛太
「すうとり」の「今際の国」側参加者。フルビアードの男。パルクールの選手。
命のやり取りに興奮する性格で、自分と同じ穴の貉だと見込んだウサギをライバル視する。「すうとり」の敗北と共に死亡。
得意ジャンルは「♠」。

## 「今際の国」
本作の舞台となる「今際の国」について判明している事実は以下の通りである。

### 「今際の国」の特徴
- 「今際の国」に迷い込んだ人間は皆、その前に不思議な花火のようなものを見ている。これに関しては、過去に脳手術を受けたというある「ぷれいやぁ」が『花火ではない別の何か』と証言している。
- 「今際の国」はアリスたちのよく知る世界を模っているが、酷く荒れ果てていて滞在者以外の人間の姿は見当たらない。
- 「げぇむ」会場は東京23区内のみ存在しており、23区から離れれば離れるほど文明の荒廃は進んでいる。他県との県境周辺は車も満足に通れないジャングルと化し、東京の外側に他の都市は存在せず山々が広がるばかりである。
- 多くの滞在者は元の世界で絶望や厭世感などを抱いていた者達であるが、クイナやヤマネなど、闇の淵から這い上がり始めたタイミングで誘われる者もいる。各人の境遇による優劣は特に見られない。
- 「げぇむくりあ」後に発行される「びざ」の日付は7月をループしている。気温・気候は日付によらず変化している。
- 「今際の国」に来訪するタイミングは各滞在者で異なる。マヒルはこの差を「各滞在者に設定された生き残るためのノルマ」と推測している。

### 「今際の国」の正体
- 「今際の国」の正体は、臨死体験の最中にある人々が迷い込んだ、この世とあの世の狭間に位置する世界。
- 「花火」
  - 滞在者たちが元の世界で目撃した「花火」の正体は隕石群であり、その落下で生じた災害により死に瀕した人々が「今際の国」へと誘われた。
  - 前回からの滞在者（今回の「今際の国」の住人たち）も同時に亡くなっているが、作者のTwitterによるとこれは植物人間として入院中に隕石被害にあったためとされている。
  - スピンオフ作品であり続編でもある『今際の路のアリス』では、「東京隕石災害」とされ、死者2000人、負傷者25000人が出たとされている。この事件から6年後の出来事が『今際の路のアリス』となっている。
- 「今際の国」は滞在者の意識を基に形成されている。本編における「今際の国」が23区とその周辺のみに限定されていたのは、滞在者の多くが23区の住民であったことによる。
- 現実世界と「今際の国」には体感時間の差があり、現実世界における約30秒が「今際の国」における10日から2週間に当る。
- 現実世界への帰還
  - 「げぇむ」は滞在者らの生きる意志を問うために行われている。最後まで生き残った滞在者は、「今際の国」の国民となり死ぬまで「げぇむ」に参加し続けるための『永住権』を取得するか、『永住権』を放棄して現実世界に帰還するかのいずれかを選択することを迫られる。なお、作中では最後に「永住権を得るか得ないか」のみが聞かれ、「永住権の放棄」＝「現実世界への帰還」ということは説明されなかった（実際に『永住権放棄とはレーザーで排除される事を指すのではないか』という考察をした登場人物も存在する）。
  - 現実世界へ帰還した人間からは「今際の国」で起きた全ての出来事の記憶が失われる。
- 現実世界へ帰還した人間か現実世界に帰還後、「今際の国」の出来事を忘れているのと同様、「今際の国」について情報を得た状態で入国しても、その記憶は「今際の国」に居る間は失われるという場合がある（そもそも、「花火」のように自身が「今際の国」に入国した（臨死体験をしている）という状況すら把握できない事がある）。ただし、続編である『今際の国のアリスRETRY』で一度入国していたアリスは、すぐに「今際の国」の記憶を蘇らせている。
- 一定の条件を満たすと「今際の国」に滞在中も現実世界の記憶を保持することができる。本編の隕石災害においては1名のみ完全に記憶を保持した状態で滞在した人物が存在することが確認されている。
  - スピンオフ作品であり続編でもある『今際の路のアリス』では、一部のキャラクターたちが「本来存在し得ないもの」≒『キー』を今際の国に入国する前に用意することで現実世界の記憶を蘇えらせている。詳しくは今際の路のアリス#用語を参照。
- 現実世界へ帰還する際に失われた記憶、または「今際の国」に入国する際に失われた「今際の国」に関する記憶は、人為的に復活させることが可能。
  - スピンオフ作品であり続編でもある『今際の路のアリス』では、催眠療法により人為的に「今際の国」の記憶が呼び出されている。

### 滞在者と「びざ」
- 「今際の国」に迷い込んだ滞在者が生きるためには「びざ」（入国許可申請証明）が必要。
- 「びざ」の期限が切れると上空からレーザーを照射され死亡する。
- 滞在者は「びざ」を獲得するために命懸けの「げぇむ」に参加しなければならない。

### 「げぇむ」の特徴
- 「げぇむ」会場は23区内のみ存在する。
- 「げぇむ」会場は、本部から通達を受けた各支部の「でぃいらぁ」によって設営される。
- 「げぇむ」会場のみ電気・水道が通っている。電力は特定の場所から送電されている。
- 「げぇむ」の内容は実際に始まるまではわからない。
- 「げぇむ」の難易度はトランプの札で表される。スートが「げぇむ」の種類、数字が難易度の高低を示す。
  - 「♠」 肉体型。体力や体術が鍵となる。
  - 「♦」 知能型。知識や頭の回転が鍵となる。
  - 「♣」 バランス型。オールラウンドな能力が要求される分、他の参加者と協力することで容易になる。
  - 「♥」 心理型。人の生きたいと思う心を弄び踏み躙るような残忍な「げぇむ」が行われ、滞在者から最も恐れられている。
- それぞれの「げぇむ」には「げぇむくりあ」となる条件（必ずしも全てが説明段階で明かされるとは限らない）が存在し、達成した「ぷれいやぁ」は「げぇむくりあ」。時間内に条件を達成できなかった・「げぇむ」内のトラップなどによって「げぇむ」中に死亡した・別途定められた「げぇむおおばぁ」の条件を満たしてしまった場合はその「ぷれいやぁ」は「げぇむおおばぁ」となる。時間切れの場合は「げぇむ」会場が爆破されることもある。
- 「ぷれいやぁ」が「げぇむくりあ」した場合、難易度の数字分だけ「びざ」が発行され、難易度と同じトランプの札を入手できる。
- 「でぃいらぁ」が「げぇむ」に参加した「ぷれいやぁ」を全員殺害することに成功した場合、殺した人数の分だけ「びざ」が発行される。
- 「でぃいらぁ」は今際の国の国民が考案した「げぇむ」の設営・運営を行う。内容によっては命の危険を伴う役目を担わされる（劇中ではでぃいらぁが自殺を強要された「げぇむ」も登場している）。
- 「ぷれいやぁ」が1人でも「げぇむくりあ」した場合、担当した「でぃいらぁ」は「びざ」が全て無効となり死亡する。
  - ただし「♥7」といった「ぷれいやぁ」がほぼ確実に1人生き残るルールの「げぇむ」を担当した「でぃいらぁ」の処遇については不明[注釈 5]。
- 「でぃいらぁ」は「ぷれいやぁ」と違い電気・水道が通った建物に待機することができ、食べ物も支給される。しかしながら上記の通り「びざ」切れや「げぇむ」結果（場合によっては運営）による命の危険にも常にさらされており、決して安定した立場に置かれているわけではない。

### 「ふぁあすとすてぇじ」の特徴
- 「今際の国」を訪れた滞在者が「ぷれいやぁ」と「でぃいらぁ」に分けられる。
- 「ぷれいやぁ」は「げぇむ」の参加者となり「げぇむくりあ」を目指し、「でぃいらぁ」は「げぇむ」の運営者となり「ぷれいやぁ」の全員殺害を目指す。
- 「ぷれいやぁ」が絵札を除く全種類の「げぇむ」を「くりあ」した場合、「ぷれいやぁ」の勝利となり「でぃいらぁ」は全員死亡。「ぷれいやぁ」を全滅させることができた場合、「でぃいらぁ」の勝利となる。
- 「げぇむ」は毎晩日没後に開催され、その会場は日没と共にライトアップされる。

### 「ねくすとすてぇじ」の特徴
- 絵札を除いた「げぇむ」における「ぷれいやぁ」と「でぃいらぁ」の戦いが終了すると、「いんたあばる」の後、「ねくすとすてぇじ」へと移行する。
- 「いんたあばる」の期間は「びざ」の残り日数は減少しない。
- 「ねくすとすてぇじ」では、勝利した側の滞在者と絵札の名を冠する「今際の国」の国民らが、絵札の「げぇむ」12種を舞台に争う。
- 「♠K」を除いた絵札の「げぇむ」会場は23区各地に1つずつ設置され、会場上空にはそれぞれの絵札を映したスクリーンを吊り下げた飛行船が浮かんでいる。
- 「ふぁあすとすてぇじ」と違い、「げぇむ」の開催時刻は日没後に限定されない。
- 「げぇむ」を「くりあ」すると、会場上空の飛行船が墜落する。

### 禁止事項
- 日本の領海を越えようとした場合、「びざ」切れ時と同様にレーザーを照射され死亡する。
- 「でぃいらぁ」がその存在を「ぷれいやぁ」に暴露しようとした場合、やはりレーザーを照射され死亡する。暴露の手段に例外はなく、その意思を実行に移そうとすれば強制排除となる。また、「ぷれいやぁ」に「でぃいらぁ」であることを知られた場合も同様である。
- 「ぷれいやぁ」は「ふぁあすとすてぇじ」の開催期間中は、「でぃいらぁ」の支部内に進入できない。進入すればレーザーによって強制排除される。「ねくすとすてぇじ」開催後は自由に立ち入りできる。

## 「げぇむ」
|   | 描かれた「げぇむ」 |            |                  |                             |             |                  |                   |  |   |             |   |   |   |
| ♠ |                    |            | 3                | [ 注釈 7 ] [ 注釈 8 ] [ 6 ] | 5           | 6                | 7                 |  |   |             |   |   | K |
| ♦ |                    | [ 注釈 7 ] | [ 注釈 8 ] [ 6 ] | 4                           |             | 6                | [ 注釈 10 ] [ 7 ] |  |   | [ 注釈 11 ] | J |   | K |
| ♣ |                    |            | 3                | 4                           |             | [ 注釈 8 ] [ 6 ] | [ 注釈 12 ]       |  |   |             |   |   | K |
| ♥ |                    | 2          |                  | 4                           | [ 注釈 13 ] |                  | 7                 |  | 9 | 10          | J | Q | K |

※ ◎がついた「げぇむ」は、「るうる」上必然的に限られた生き残り枠を掛けて「ぷれいやぁ」同士が争うことになる「げぇむ」。

### 本編の「げぇむ」

#### 「ふぁあすとすてぇじ」
難易度A〜10の「げぇむ」で、「ぷれいやぁ」と「でぃいらぁ」が対決する。
「♣3」
アリス達が「今際の国」に来訪した日に参加した初めての「げぇむ」。神社が舞台。内容は「おみくじ」。
参加者は1人1回ずつ「おみくじ」を引き、くじに書かれた問題に口答で回答する。回答は全て数字で、答えを誤った場合は正解との誤差の本数分、火矢が上空から放たれ神社へ飛んでくる。問題の難易度は「おみくじ」の運勢で決まり、一番運勢のいい大吉には問題そのものが書かれていないため回答の必要は無い。
全員が「おみくじ」を引いて生き残れば「げぇむくりあ」。提灯の灯りが全て消えるまでに「おみくじ」を引き終えていない場合は神社が大爆発して「げぇむおおばぁ」となる（「おみくじ」に書かれた問題に口答して初めて「引いた」扱いになる）。「おみくじ」の運勢が悪いほど、即ち問題の難易度が高いほど正解の数字が大きいので誤答の際に放たれる火矢も必然的に多くなり大幅に生存率が下がるが、実は全ての「おみくじ」（特に大吉）には火矢を回避出来る見落としやすい「おみくじ」ならではの重大なヒントが書かれている。
「♠5」
アリスとカルベ、ウサギ、チシヤを含めた計11名が参加した、住宅街のマンションが舞台の「げぇむ」。「げぇむ」の内容は「おにごっこ」。
参加者はサブマシンガンを装備した「おに」から逃げ回りながら、ただ一室鍵のかかっていない部屋を探し出す。部屋の中にある「じんち」に「たっち」できればその時点で生き残っていた参加者全員が「げぇむくりあ」。制限時間は30分。制限時間を過ぎるか、参加者全員が「おに」に殺された場合は「げぇむおおばぁ」。
また、マンション周辺には多数の高感度の地雷が設置されていて、無闇に屋外へ逃げ出そうとすれば爆死する。
特に言明はされていなかったが、チシヤが「げぇむ」に拳銃を持ち込んでおり、武器の持ち込みも可能だった模様。
ドラマでの「♠5」
基本的な「GAME」内容は原作と同じ。異なる点は以下のとおり。
- プレイヤーがマンションの外に出ようとした場合、原作では設置された地雷が爆発したが、ドラマではレーザーで貫かれる。
- アグニとタッタが参加している。
- 「じんち」が扉を開けたすぐ先に無く、部屋に入ったさらに奥の壁に付いている。
- 「おに」が2人いる。

「♥2」
シブキが初めて参加した「げぇむ」。環状線を走行する電車の中が舞台。
エントリー数は「1人ずつ」。5両編成の列車の最後尾からスタートし、先頭車両まで移動して5分経過すれば「げぇむくりあ」。ただし、最後尾以外の4両のうち1両だけには致死性の猛毒ガスが充満しており、ガスを吸い込んでしまえば呼吸器官を侵され「げぇむおおばぁ」。参加者には酸素ボンベ3つと呼吸器が与えられ、扉の先が毒ガス車両なのか判断してボンベを使用するかを決めなければならない。
ボンベからは5分間酸素を摂取できるが、一度使えば最後まで使い切るしかない。車両の扉を開けると次の車両の扉は5分間ロックされるため、急いで先頭車両まで突っ切るという手段は選べない。なお、ガス車両の場合はその5分でガスが車外に排出されるようになっている。また、「げぇむ」としては珍しく制限時間が設けられていないが、その意図を理解できれば攻略のヒントとなる。
「♥2」
シブキが参加した「GAME」。「GAME」内容は原作と同じだが、舞台が環状線から地下鉄に変更されている。

「♥7」◎
アリス、カルベ、チョータ、シブキが参加した、植物園が舞台の「げぇむ」。景品は「ラム肉」。「げぇむ」の内容は「かくれんぼ」。
エントリー数は無制限。参加者は1人の「おおかみ」とそれ以外の「ひつじ」に分けられる。「おおかみ」が「ひつじ」を見つめると事前に装着したゴーグルのセンサーが反応し、見つめられた「ひつじ」と「おおかみ」が交代する。「おおかみ」が交代すると「みっつ」数えるまでセンサーが反応しなくなるので、その間に「ひつじ」は「おおかみ」から逃げる。
「るうる」そのものは至ってシンプルな「かくれんぼ」だが、「げぇむくりあ」となるのは制限時間10分を過ぎた時点での「おおかみ」ただ一人であり、「ひつじ」は装着した首輪が爆発して「げぇむおおばぁ」。従って「ひつじ」が生き残るには「おおかみ」に見つけてもらう必要があるため、かくれんぼとして破綻している。
ミラがアリスら4人を狙い撃ちにして企画したと語る「げぇむ」。開始直後は、自暴自棄になった各々が阿鼻叫喚の殺し合いを繰り広げたが、「おおかみ」となったアリスの『「げぇむ」を降りる』という宣言を聞いた「ひつじ」の3人は自分達よりもアリスを生かすことを選択。一方アリスは「自分だけ生き延びたくない」という反転した感情に駆られて必死に「ひつじ」の3人を探しまわり、最終的に究極の「かくれんぼ」として成立した。仲間同士の殺し合いとその後の「かくれんぼ」、どこまでがミラの意図した展開であったのかは不明である。
ドラマでの「♥7」◎
原作と同じ内容である。

「♠6」
アグニ一派が参加した、動物園が舞台の「げぇむ」。
参加者の「しまうま」が「もうじゅう」を全て倒せば「げぇむくりあ」。ライオンやハイエナなど、何の比喩でもなく本物の『猛獣』が襲ってくるが、武器の持ち込みは許可されているので、銃火器を装備していれば難易度は格段に下がる。
「♠6」
原作と内容は同じ。異なる点は以下のとおり。
- 「GAME」の名称が「猛獣ハンター」と設定された。
- 舞台が、原作の動物園から遊園地に変更されている。
- 得点表にある猛獣を倒せばその分だけポイントが追加される。CLEARに必要なポイント等、詳細なCLEAR条件は不明。

「♦4」
アンとその仲間達が参加した、水が大量に流れ込む密室が舞台の「げぇむ」。
部屋の中に「でんきゅう」が1つあり、扉を挟んだもう1つの部屋に3つの「すいっち」がある。参加者は「でんきゅう」の「すいっち」がどれなのか当てる。扉を閉めた状態では何回でも「すいっち」を押せるが、扉が開いた状態で押せるのは1回だけ。2つの部屋に跨って人がいる状態や「すいっち」を入れた状態での扉の開閉は不可能。解答権は1回のみ。正しい「すいっち」を指摘できれば「げぇむくりあ」。指摘できなかった場合、部屋の水位が上昇し高圧電線が水に触れ感電し「げぇむおおばぁ」。
ドラマでの「♦4」
内容、ルールは原作と同じ。原作ではアンが参加していたが、ドラマではビーチがアリスを試すための試練として参加させた。

「♥10」
「ビーチ」のメンバー105名が参加した、「ビーチ」の本拠地であるホテルが舞台の「げぇむ」。「げぇむ」の内容は「まじょがり」。
「ビーチ」のメンバーである井上萌々花を殺害した犯人「まじょ」を探す。「まじょ」は「げぇむ」開始時点で「ビーチ」の敷地内にいる滞在者の中に紛れ込んでおり、野外ステージでは「まじょ」を処刑するための「ごうか」が焚かれている。制限時間は120分。「まじょ」を「ごうか」で燃やすことができれば「げぇむくりあ」。なお、「まじょ」はあくまで殺人者の呼称であり、必ずしも女性とは限らない。
「げぇむ」の運営側が「ビーチ」を狙い撃ちにした「げぇむ」。当初は難易度「♥5」として設定されていたが、ボーシヤ殺害という偶発的要素を殺し合いの加速に利用することから難易度が引き上げられた。ジャンルが「♥」のため仕掛け自体は単純で、混乱せず冷静に「まじょ」を探せれば比較的容易かつ最小限（「まじょ」のみ）の被害で収められる。この「げぇむ」を「くりあ」できるかは、多数の参加者の群集心理を如何に落ち着かせるか、そして何より「まじょ」の最悪の「守護者」となったアグニの絶望を見抜いて暴走を止められるかにかかっている。
ドラマでの「♥10」
「GAME」内容は原作と同じ。ドラマ版シーズン1最後の「GAME」。

#### 「ねくすとすてぇじ」
絵札の「げぇむ」で、生き残った滞在者と「今際の国」の国民が対決する。
「♠K」「♦J」「♦K」
後述、特別編の「げぇむ」を参照
「♣K」
キューマと対決する、港に設置されたコンテナ迷路が舞台の「げぇむ」。「げぇむ」の内容は「すうとり」。
5対5のチーム戦。両チームが互いのポイントを奪い合い、制限時間2時間を超えた時点で点数が多いチームが「げぇむくりあ」となり、敗北したチームは「げぇむおおばぁ」となる。
最初に両チームには10000点が与えられ、その点数をチーム全員に振り分ける（下限100点）。点数を振り分けた後、「げぇむすたあと」となる。
点数を手に入れる方法は「ばとる」、「あいてむ」、「じんち」の3つ。
「ばとる」
相手チームのメンバーの身体に触れると「ばとる」が開始される。参加者が装着した腕輪が生体電流を感知し、互いの点数が腕輪に表示される。点数が多い方が勝利となり、敗者から勝者へと点数が500点移動する。複数戦も可能で、仲間と触れ合っている状態で「ばとる」が行われると、仲間の点数も加算される。この場合、腕輪に表示されるのは合計の点数のみで、内訳は判明しない。
「あいてむ」
「げぇむ」会場を形成しているコンテナは基本的に開かないが、6個は開くようになっており中にある「あいてむ」ボタンを押すことで点数が加算される。作中では点数が何点か説明時点では明らかにされず、「げぇむ」中に判明する形になっていた。
「じんち」
両チームは自分の「じんち」を守りながら戦う。相手チームの「じんち」に触れると10000点が加算される。ただし、参加者が自分の「じんち」に触れている時、その参加者の点数が「∞」（無限）となる。この状態で「ばとる」が行われた場合、敗者から勝者へ10000点が移動する。
「げぇむ」中に点数が0を下回った参加者はその時点で「げぇむおおばぁ」。
なお、点数の移動があった参加者は、自チームの「じんち」に触れるまで全ての点数移動が無効となる。無効状態で「ばとる」を行うと腕輪から電流が流れ、気絶するほどの強いショックを両者に与える。
ドラマでの「♣K」
内容は原作と同じ。

「♥J」
♥Jと対決する、刑務所が舞台の「げぇむ」。アリスを始め、その時点までで既出の登場人物は参加していない。「げぇむ」の内容は「どくぼう」。
エントリー数は20人ちょうどで、参加者は首輪を装着する。「げぇむすたぁと」と同時に首輪の背中側にトランプのマークが現れ、他の参加者のマークを見ることはできるが、自分のマークを見ることはできない。
制限時間は1時間。終了5分前になると「どくぼう」の鍵がロックされるため、その前に1人ずつ「どくぼう」に入り、口頭で自分の首輪のマークを回答する。
誤答、無回答の参加者は首輪が爆発して「げぇむおおばぁ」。「げぇむくりあ」条件が満たされない場合、正答した参加者の首輪のマークが入れ替えられて同様の工程を繰り返す（4つのマークからランダムに決定するため毎回違うマークとは限らない）。
光の反射による自分のマークの確認を防ぐために「ぷれいやぁ」は貴金属の持ち込みを禁止されている他、会場からは鏡の替わりとなり得る物が徹底して排除されているため、自分のマークを知るには参加者同士で互いのマークを教えあうしかないが、嘘のマークを信じ込んでしまえば誤答によって「げぇむおおばぁ」となる。
また、禁止事項として「ロック時に、同じ「どくぼう」に2人以上でいる」「他者の「どくぼう」への入室を妨害する」「他者を（殺害、拘束等で）自力で回答できない状態にする」という3点が挙げられ、監視カメラでこれらの禁止行為を見咎められた参加者も即「げぇむおおばぁ」。逆に言えばそれ以外の行為は全て許されており、暴力行為も禁止されていないほか、会場の厨房には包丁などの武器になりえるものも普通に配置されている。
♥Jは「♥10」の「まじょ」同様に参加者の中に紛れ込んでおり、♥Jが「げぇむおおばぁ」になると、生き残っていた参加者全員が「げぇむくりあ」。残り参加者が2人以下となり♥Jが誰か確定すると、♥J唯1人が「げぇむくりあ」。
なお、会場には半年〜1年分の食糧が備蓄されており、更にこの「げぇむ」中は「びざ」が減らなくなるため、月単位の長期戦を行うことも理屈のうえでは不可能ではない。
「ぷれいやぁ」側は参加者が2人まで減る前に♥Jを殺さなければならないが、♥Jを見分けるヒントは一切用意されていないため、「いかに相手を信用するか」そして「いかに相手を信用させるか」が問われる。
ドラマでの「♥J」
ルールは原作と同じだがメガネをかけている人はメガネを没収されない、原作と違いチシヤが参加しているなどの変更点がある。

「♥Q」
ミラと対決する、庭園が舞台の「げぇむ」。「げぇむ」の内容は「くろっけぇ」。
ミラとクロッケーの試合を行うという単純な物。武器の持ち込みは可能。勝敗も単純で「とちゅうきけん」すれば参加したぷれいやぁはその時点で全員「げぇむおおばぁ」。「とちゅうきけん」することなく3セットを終えれば、試合の結果に関わらず「げぇむくりあ」となる。
「ぷれいやぁ」が自分の意思で「とちゅうきけん」しない限り、ミラ側から「げぇむ」を放棄することはないことは保証されている。
ドラマでの「♥Q」
原作と同じルール。

### 特別編の「げぇむ」
「♥4」
ドードーが「今際の国」を訪れた日の夜に参加した、高層ビルが舞台の「げぇむ」。「げぇむ」の内容は「あんけぇと」。
参加者はビルの屋上から吊るされた清掃用の「りふと」に1人ずつ乗り、「りふと」が10Fまで下降したところで「げぇむすたあと」。「○○100人に聞きました」というアンケート形式の二択問題が出題され、参加者は多数派の答えと少数派の答えのいずれかを、備え付けられたボタンを押して選択する。正解・不正解によって「りふと」は上昇・下降し、最上階の20Fまで上昇すれば「げぇむくりあ」。1Fまで落ちたら「げぇむおおばぁ」。
多数派を選択して問題に正解した場合「りふと」が1F上昇し、少数派を選択して正解した場合は2F上昇する。さらに、他の参加者を誤った答えに誘導して正解した場合は、正解分の上昇に加え5F上昇のボーナスが得られる。多数派の答えを選択して不正解の場合、1F分下降し電流のペナルティが与えられる。ただし、少数派の答えを選択して不正解の場合、一発で1Fまで落下し「げぇむおおばぁ」となる。
「♣4」
ヤマネが参加した、トンネルが舞台の「げぇむ」。「げぇむ」の内容は「らんなうぇい」。
トンネルの入り口から奥に進もうとすると、入口が壁で塞がり退路を絶たれてしまい、その時点から「げぇむすたあと」（なお、「るうる」が書かれているのもその壁である）。制限時間内に「ごおる」に辿りつき、かつ時間が経過するごとに襲い掛かる4つの「しれん」に耐えることができれば「げぇむくりあ」となる。
参加者たちには4つの「しれん」がどんなものなのかは告知されていない。
その「げぇむ」の名前と舞台から、トンネル内をひたすら走って逃げるものと錯覚しがちだが、「げぇむ」の性質が体力型の「♠」ではなくバランス型の「♣」であること、および「らんなうぇい（runaway）」の英単語は「逃走」以外の意味があることに気付かなければ「げぇむくりあ」は困難を極める。
しかし、試練から「逃げ抜く」のではなく「耐える」と書かれた「るうる」や、「げぇむ」開始地点付近のバスに描かれた派手なペイントに隠された文字、バスの中に置かれた「らんなうぇい」の意味を調べることが出来る英和辞典など、この「げぇむ」の本質を察する機会は与えられている。
参加者同士の助け合いが試されるという意味では、バランス型の「♣」の本質にそった「げぇむ」であるとも言える。
ドラマでの「♣4」
内容、ステージは原作と同じ。異なる点は以下のとおり。
- 「GAME」の名前が「ランナウェイ」ではなく「ディスタンス」となっている。
- ウサギとアリスが参加している。
- 試練1で放たれる猛獣がチーターではなくクロヒョウ。
- 試練2で放出される大量の水を耐えれば「GAME CLEAR」。
- 距離を表す数値は壁ではなく支給されたスマートホンに表示される。
- バスはガス欠で動かず、燃料を入れれば動く。
- 意図的な事象としての怪我人の発生の設定がない（原作と同じく足を怪我したプレイヤーは登場しているがディーラーではなく、またディスタンスより前のゲーム中に負傷している）。

「♦6」◎
チシヤが「今際の国」を訪れた日の夜に参加した、レストランが舞台の「げぇむ」。景品は「拳銃の装弾済マガジン」。「げぇむ」の内容は「ぶらっくじゃっく」。
参加者は「びざ」が切れるまでの期間に応じた枚数（一時間につき一枚）のチップを受け取る。全員が席に着き、輪縄を首にかけロックした時点で「げぇむすたぁと」。参加者が順に親を務める以外は通常のブラックジャックとほぼ同じで、一度使用したカードは表向きに山札の下側へ重ねていき、山札を使い切ったら親を交代する。制限時間は1時間で、時間内に最後の一人になった者が「げぇむくりあ」。「時間切れ（1時間経っても2人以上の参加者が生き残っている）」「持ちチップが0になる」「不正なチップのやり取り」「不正な制裁」の何れかを満たすと、絞首刑が執行されて「げぇむおおばぁ」。
なお、各席にはロックされたケース入りの拳銃が一丁ずつ備え付けてある。イカサマ行為は特に禁じられていないが、イカサマの現場を押さえた場合はイカサマ実行者以外の席のケースボタンが光りだし、最初にロックを解除した者が拳銃を取り出して「正しい制裁」を加えられる。弾丸は一丁につき一発のみで、取り出した拳銃の扱いは参加者の任意。また、現場を押さえられたイカサマ実行者以外の参加者を撃っても、その参加者がイカサマをしていたと証明できれば「不正な制裁」とは見なされない。
「♠7」
ヘイヤが「今際の国」を訪れた日の夜に参加した、野球場が舞台の「げぇむ」。「げぇむ」の内容は「かまゆで」。
グラウンドの中央にあるレーザーで掘られた巨大な穴から、「げぇむすたあと」と共に高温の温泉が湧き出す。その後、野球場全体を器として内部が水没し、時間と共に崩れていく。会場が倒壊するまでに「だっしゅつ」できれば「げぇむくりあ」。
なお、この温泉は「げぇむ」終了後も湧き続け、「ねくすとすてぇじ」開始後も確認されている。
「♠K」
シーラビと対決する、他の絵札の「げぇむ」会場以外の「今際の国」全土が舞台の「げぇむ」。「げぇむ」の内容は「さばいばる」。
「今際の国」各地を移動して回るシーラビが滞在者を次々と殺害していく。シーラビを殺害すれば「げぇむくりあ」。全ての滞在者が殺されると「げぇむおおばぁ」。
絵札を提げた飛行船は常にシーラビの頭上に待機しており、参加者は遠くからでもシーラビの現在位置が分かるようになっている。その代わりに、シーラビは左手に近辺の滞在者の詳細な位置が分かるレーダーを装備している。
また、シーラビからの要請があった場合には飛行船から武器が供給される。その種類はアサルトライフルやアンチマテリアルライフルからC4爆弾に手榴弾、果ては火炎放射器と多岐にわたる。
舞台設定の関係上、｢ねくすとすてぇじ｣開始と同時に全滞在者が強制的にこの｢さばいばる｣に参加することになるが、｢さばいばる｣が継続中であっても、他の絵札の「げぇむ」に参加することは可能となっている。また、他の絵札の｢げぇむ｣中である限り、その会場にシーラビが乱入してくることはない。これは言い換えれば、「さばいばる｣を一時的に降りて会場の外に出ることが許可されているということである。
以上の様に、会場の規模及び「るうる」共に特殊な「げぇむ」であり、参加者のうち「くりあ」したと見なされるのはシーラビを実際に殺害した1名のみとなる。
「♦J」◎
アモンと対決する、雀荘が舞台の「げぇむ」。「げぇむ」の内容は「まぁじゃん」。
麻雀を打つという単純なものだが、関西のローカルルールを使用しているため、馴染みの無い者には難易度が高い。一位の者のみが「げぇむくりあ」。二位以下の者は「げぇむおおばぁ」となり、床が抜けて奈落の底に落ちる。
「♦K」◎
クズリューと対決する、裁判所が舞台の「げぇむ」。「げぇむ」の内容は「びじんとうひょう」。
エントリー数は四人で、クズリューを含めた五人で戦う。テーブルに着き、足枷を付けた時点で「げぇむすたあと」。手もとのタブレットに0から100までの数字が並び、一分（初回とるうる追加の際には五分）の内に好きな数を一つ選ぶ。その後、全員が選んだ数字の平均値を出し、その値の0.8倍に一番近い数字を選んでいた者が勝者となり、それ以外の者はマイナス1ポイント。これを繰り返していき、マイナス10ポイントになった者は「げぇむおおばぁ」、最後まで生き残った一人が「げぇむくりあ」。席の上には巨大な天秤が設置されており、マイナスが溜まるたびに皿の中に薬品が注がれて天秤が傾いて行き、マイナス10になると敗者の頭上から降り注ぐ。
また、 脱落者が出るたびに「るうる」が追加されていく仕組みになっている。追加される「るうる」はそれぞれ、「二人以上が同じ数を選んだ場合、その票は無効」、「ピタリ賞が出ると敗者はマイナス2ポイント」、「0を選んだ参加者がいた場合に限り、100を選んだ参加者の勝利」。
ドラマでの「♦K」
ルールは原作と同じ、変更点としては
ゲーム名が「びじんとうひょう」から「てんびん」に変わっている、天秤に溜まる液体が王水ではなく硫酸になっている（硫酸であることはクズリュウが明言した）。

### 今回以外の「げぇむ」
本編および特別編でアリスたちが参加していた「げぇむ」を今回とした場合、前回やそれ以外の「げぇむ」も、いくつか描かれている。

#### 前回の「げぇむ」
本編開始時点の「今際の国」の国民であるキューマたちが挑んだ「げぇむ」。なお、前々回は「でぃいらぁ」が勝利し、「今際の国」の国民となったため、その元「でぃいらぁ」たちが用意した「げぇむ」となっている。
「♠3」
キューマ達が「今際の国」を訪れ「ぷれいやぁ」となった日の夜に参加した、遊園地が舞台の「げぇむ」。「げぇむ」の内容は「てえまぱあく」。
クロスボウで武装した「ますこっと」に捕まらずに正面ゲートから「だっしゅつ」できれば「げぇむくりあ」。
「♥K」
本編時点の「♥K」とは別の「げぇむ」。「げぇむ」内容は一切描かれていないが、前回の最後の「げぇむ」として、キューマやシーラビなどの本編での「今際の国」でキングやクイーンをつとめることになる者たちが参加するところまでが描かれている。
「♣K」「♠K」「♦K」「♥Q」
前回の「ねくすとすてぇじ」の「げぇむ」であり、本編のものとは異なる。「ねくすとすてぇじ」初日に、キューマやシーラビなどの本編での「今際の国」でキングやクイーンをつとめることになる者たちが、それぞれクリアしたとされる。なお、それぞれの得意分野だったこともあり、本編で担当するマークと同じものを初日クリアしていることとなる。

#### 『RETRY』の「げぇむ」
「♥9」
2度目の今際の国に来たアリスが初めて参加した、ミニチュアテーマパークが舞台の「げぇむ」。げぇむの内容は「ちきゅうしんりゃく」。
6つのホールで構成されており、各ホールの天井には、UFO型のレーザー射出装置が大量に設置されている。各ホールには10分の制限時間があり、制限時間を過ぎると宇宙人の侵略(レーザーの大量照射)が行われる。それまでに、各ホールに設置されたシェルターに入って宇宙人の侵略から身を守る必要がある。シェルターは第一ホールでは参加者数分用意されているが、ホールが進むたびにシェルターの数は1つずつ減っていく。
各「ぷれいやぁ」には1台ずつスマホが配布され、スマホには6枚の「LIFE」カードと1枚の「DEATH」カードが登録されている。送りたい相手のスマホに「LIFE」カードを1枚送ると、送られた側のスマホは設置されたシェルターのロックを解除するIDになる。「DEATH」は相手がもらった「LIFE」を1枚分無効化することができる。「LIFE」のカードの使用は1つのホールにつき1枚まで。「DEATH」のカードはいつでも使用可能。ただし、自分自身と宇宙人の侵略を受けた人のスマホにカードを送る事はできない。また、スマホの認証なしにシェルターに入ろうとすると、シェルターの入り口からレーザーが照射され、侵入を阻まれる。
7枚のカードを使い切って宇宙人の侵略を全て防ぐ事が出来れば「げぇむくりあ」。「LIFE」を1枚ももらえずにシェルターに入れず、宇宙人の侵略を受けると「げぇむおおばぁ」。
暴力行為に及んだ場合、UFOから照射されるレーザーにより手首を切断される等の制裁を受ける。ただしこの「るぅる」はアナウンスでは説明されておらず、実際に暴力行為に及んだ「ぷれいやぁ」がいた場合に、事後的に制裁が加えられるものとなっている。

### ドラマの「GAME」
- ドラマ版では「げぇむ」や「げぇむおおばぁ」などの表記は全て英語で表示されゲームのタイトルも漢字で表記される。ゲーム会場にはスマホが置かれており1人1台ずつというルールがある。「♣」のゲームが原作ではバランスタイプだったのがドラマでは仲間と協力し合う絆のゲームとなっている。
- ドラマオリジナルのものを除き、本編や特別編の「げぇむ」と併記する（追加されたルールや設定との相違点をわかりやすくするため）。同じマークの同じ数字（難易度）のものでも、内容が全く異なる「♣3」のみこちらに記載。

|   | ドラマで描かれた「GAME」 |   |   |   |   |   |   |  |  |    |   |   |   |
| ♠ |                          | 2 |   |   | 5 | 6 |   |  |  |    | J | Q | K |
| ♦ |                          |   |   | 4 |   |   |   |  |  |    |   |   | K |
| ♣ |                          | 2 | 3 | 4 |   |   |   |  |  |    |   |   | K |
| ♥ |                          | 2 |   |   |   |   | 7 |  |  | 10 | J | Q |   |

「♣3」
アリス達が今際の国に来て初めて参加した「GAME」。原作の「♣3」に当たる。雑居ビルが舞台。
「GAME」内容は「生きるか死ぬか」。
エレベーターで上の階に行くと「GAME START」。プレイヤーは制限時間内に「生」と「死」どちらかのドアを選び、次の部屋に進まなければならない。もし不正解のドアを開けてしまうとレーザーに頭を貫かれ「GAME OVER」。制限時間内に次の部屋に進まなければ、床から噴き出る炎に焼かれてやはり「GAME OVER」。正解の法則を見抜いて建物の外に出られれば「GAME CLEAR」となる。
「♠2」
ドラマオリジナルの「GAME」。SASUKEに出てくるような建物が舞台。
「GAME」内容は「人間エレベーター」。詳しいルール及びCLEAR条件は不明。
幹部会議のミラの発言から恐らくこちらは「♠2」だと思われる。
「♣（?）」
ドラマオリジナルの「GAME」。広い工場のような場所が舞台。
「GAME」内容は「借り物競争」。詳しいルール及びCLEAR条件は不明。幹部会議のミラの発言から♣2ということが判明。
「♣2」
ドラマオリジナルの「GAME」。電気の消えたマッチ工場が舞台。
「GAME」内容は「マッチ工場でBINGO」。
9本のマッチを使って24部屋の中から数字を探し出しビンゴできれば「GAME CLEAR」。部屋は数字とアルファベットで区切られており数字は部屋の番号とアルファベット、両方を言わなければならない。ゲームの際にプレイヤーIDの欄で♣︎のマークが
描かれていた為、恐らく♣︎のゲームかと思われるが難易度は不明。
「♠J」
クイナが参加した「GAME」。詳細は不明だが、多数の参加者が取っ組み合いをしていた。
「♠Q」
ドラマオリジナルの、工場が舞台の「GAME」。ゲーム名は『ちぇっくめいと』。参加者は全員背中にボタンが付いた装置を装着させられる。クイーンチーム4人とチャレンジャーチーム16人からスタートし、各チームのターン5分間の間に、相手チームのボタンを押して自チームに引き込む。ボタンに触れられると電流が流れてそのターンは動けなくなり、次のターン以降は装置の色が変わりそのチームの『駒』として動かなければならない。ただし例外として各チームの『王』は背中のボタンを押されてもチームは変わらない。16ターン終了後、最終的に人数の多かったチームの勝利、負けたチームは『王』を含め全員が死亡する。人数が多かったチームは『駒』も含め全員が助かるものの王は絶対にチームが変わることはないため、必ず1人は死亡するゲームとなっている。なお、王はクイーンチームはクイーン自身が務め、チャレンジャーチームはクイーンが指名されたプレイヤーとなる。
＊ 暴力は禁止されておらず無理矢理ボタンに触れチームにする事もでき、その逆も然り。また、クイーンチーム側に付いた方が安全であるため、それを説得する必要もある。

## 時系列

### 現実世界での時系列
- 『今際の国のアリス』の本編などで描かれた現実世界の時間を起点・中心として、現実世界での他の出来事や他のスピンオフの時系列をまとめる。
- ここでの現実世界は、便宜上、作品世界における現実世界を刺しているが、『今際の国のアリス RETRY』では1884年のミニョネット号事件について触れられる[8]など、『今際の国のアリス』の開始までは現実とあまり相違無い世界だった可能性が高い。

| 時系列                                 | 作品名                     | 出来事                   |
| -------------------------------------- | -------------------------- | ------------------------ |
| 本編から10年前                         | 『今際の国のアリス』       | アグニとボーシヤの過去   |
| 本編から約9年前 『今際の路』から15年前 | 『今際の路のアリス』       | キーナの過去             |
| 本編から7年前                          | 『今際の国のアリス』       | アリスとカルベの過去     |
| 本編から3年前                          | 『今際の国のアリス』       | クズリューの過去         |
| 『花火』前日                           | 『今際の国のアリス』       | ウサギの過去             |
| 本編時点                               | 『今際の国のアリス』       | 『花火』                 |
| 『花火』から3日後                      | 『今際の国のアリス』       | アリスとウサギの「再会」 |
| 『花火』から2年後                      | 『今際の国のアリス』       | インタビュー             |
| 『RETRY』から8年前                     | 『今際の国のアリス RETRY』 | ユズルの過去             |
| 本編から6年後                          | 『今際の路のアリス』       | 『事件』                 |
| 本編から8年後                          | 『今際の国のアリス RETRY』 | [ 注釈 26 ]              |

### 今際の国での時系列
- この「びざ」の日付は、7月をループしていることが、第51話にて明かされることとなる[17]。そのため、便宜上、アリスたちが来る1つ前の7月の日付には（前）を、1つ後の7月（「ねくすとすてぇじ」が開始されたあたり）には、（次）を付ける。

| 有栖良平（アリス） | 有栖良平（アリス） | 宇佐木柚葉（ウサギ） | 宇佐木柚葉（ウサギ） | 粟国杜園 （アグニ） | 堂道隼人 （ドードー） | 塀谷朱音 （ヘイヤ） | 「げぇむ」                                     | 話数                                  | 日付                       |
| 滞在日数           | 残り日数           | 滞在日数             | 残り日数             | 粟国杜園 （アグニ） | 堂道隼人 （ドードー） | 塀谷朱音 （ヘイヤ） | 「げぇむ」                                     | 話数                                  | 日付                       |
| ------------------ | ------------------ | -------------------- | -------------------- | ------------------- | --------------------- | ------------------- | ---------------------------------------------- | ------------------------------------- | -------------------------- |
|                    |                    |                      |                      |                     |                       |                     | [ 注釈 30 ]                                    |                                       | 7月3日（前）               |
|                    |                    |                      |                      | 1日目               |                       |                     | [ 注釈 31 ]                                    | 第26話                                | 7月4日（前）               |
|                    |                    |                      |                      | 2日目               |                       |                     |                                                | 特別編6                               | 7月5日（前）               |
|                    |                    |                      |                      | 3日目               |                       |                     |                                                | 特別編6                               | 7月6日（前）               |
|                    |                    |                      |                      | 9日目               |                       |                     |                                                | 特別編6                               | 7月12日（前）              |
|                    |                    |                      |                      | 14日目              |                       | 1日目               | 「♦7」                                         | 特別編4                               | 7月17日（前）              |
|                    |                    |                      |                      | 28日目              |                       | 15日目              | 「♦10」                                        | 第27話                                | 7月31日（前）              |
|                    |                    |                      |                      | 35日目              |                       | 22日目              |                                                | 第26話                                | 7月7日                     |
|                    |                    | 1日目                | 不明                 | 37日目              |                       | 24日目              | [ 注釈 35 ]                                    | 第14話                                | 7月9日                     |
| 1日目              | 4日                | 3日目                | 不明                 | 39日目              |                       | 26日目              | 「♣3」                                         | 第1話～第4話                          | 7月11日                    |
| 2日目              | 8日                | 4日目                | 不明                 | 40日目              |                       | 27日目              | 「♠5」「♣4」                                   | 第5話～第9話 第14話 特別編6           | 7月12日                    |
| 3日目              | 17日               | 5日目                | 不明                 | 41日目              |                       | 28日目              | 「♥7」                                         | 第10話～第13話                        | 7月13日                    |
| 6日目              | 11日               | 8日目                | 不明                 | 44日目              |                       | 31日目              | [ 注釈 39 ] [ 27 ]                             | 第50話                                | 7月16日                    |
| 7日目              | 10日               | 9日目                | 11日                 | 45日目              |                       | 32日目              |                                                | 第14話 第50話                         | 7月17日                    |
| 8日目              | 9日                | 10日目               | 10日                 | 46日目              |                       | 33日目              | [ 注釈 41 ] [ 注釈 42 ]                        | 第15話 第27話・第28話 第50話          | 7月18日                    |
| 9日目              | 8日                | 11日目               | 9日                  | 47日目              |                       | 34日目              | [ 注釈 41 ]                                    | 第15話 第28話 第50話                  | 7月19日                    |
| 10日目             | 7日                | 12日目               | 8日                  | 48日目              |                       | 35日目              | [ 注釈 41 ]                                    | 第15話                                | 7月20日                    |
| 11日目             | 6日                | 13日目               | 7日                  | 49日目              |                       | 36日目              | [ 注釈 41 ]                                    | 第15話                                | 7月21日                    |
| 12日目             | 5日                | 14日目               | 6日                  | 50日目              |                       | 37日目              | [ 注釈 41 ]                                    | 第15話 第28話                         | 7月22日                    |
| 13日目             | 4日                | 15日目               | 5日                  | 51日目              |                       | 38日目              | 「♠6」                                         | 第15話～第17話                        | 7月23日                    |
| 16日目             | 不明               | 18日目               | 不明                 | 54日目              | 1日目                 | 41日目              | 「♥4」                                         | 特別編1 特別編6                       | 7月26日                    |
| 18日目             | 3日                | 20日                 | 4日                  | 56日目              | 3日目                 | 43日目              | 「♦4」                                         | 第18話 第26話・第27話 第28話          | 7月28日                    |
| 19日目             | 2日                | 21日目               | 不明                 | 57日目              | 3日目                 | 43日目              |                                                | 第19話 第26話                         | 7月29日                    |
| 20日目             | 1日                | 22日目               | 不明                 | 58日目              | 5日目                 | 45日目              | 「♥10」                                        | 第19話～第28話                        | 7月30日                    |
| 21日目             | 10日               | 23日目               | 不明                 | 59日目              | 6日目                 | 56日目              | 「いんたあばる」                               | 第29話 特別編6                        | 7月31日                    |
| 22日目             | 10日               | 24日目               | 不明                 | 60日目              | 7日目                 | 47日目              | 「いんたあばる」                               | 第29話                                | 7月1日（次）               |
| 23日目             | 10日               | 25日目               | 不明                 | 61日目              | 8日目                 | 48日目              | 「いんたあばる」                               | 第30話・第31話 第50話                 | 7月2日（次）               |
| 24日目             | 23日               | 26日目               | 不明                 | 62日目              | 9日目                 | 49日目              | 「♣K」 「♦Q」                                  | 第31話 第32話～第41話                 | 7月3日（次） （開催1日目） |
| 26日目             | 21日               | 28日目               | 不明                 | 64日目              | 11日目                | 51日目              | 「♠Q」                                         | 第42話 第50話・第51話                 | 7月5日（次） （開催3日目） |
| 27日目             | 20日               | 29日目               | 不明                 | 65日目              | 12日目                | 52日目              | [ 注釈 46 ]                                    | 第43話                                | 7月6日（次） （開催4日目） |
| 28日目             | 19日               | 30日目               | 不明                 | 66日目              | 13日目                | 53日目              | 「♥J」                                         | 第44話～第49話 特別編5                | 7月7日 （開催5日目）       |
| 29日目             | 18日               | 31日目               | 不明                 | 67日目              | 14日目                | 54日目              | 「♦J」 「♦K」                                  | 第49話 第51話 特別編5 特別編6         | 7月8日（次） （開催6日目） |
| 30日目             | 17日               | 32日目               | 不明                 | 68日目              | 15日目                | 55日目              | 「♠J」 「♣Q」 「ばとるろいやる」 「♠K」 「♥Q」 | 第53話～第57話 特別編5 第58話～第63話 | 7月9日（次） （開催7日目） |

「ねくすとすてぇじ」の「げぇむ」の時系列
「ねくすとすてぇじ」で上記のリストだけでは「げぇむくりあ」した順番がわかりにくいため「ねくすとすてぇじ」の「げぇむ」については、こちらのリストも参照。
◎が当日「げぇむくりあ」した「げぇむ」。済は「げぇむくりあ」済みの「げぇむ」。
| 開催n日目 | ♠      | ♠      | ♠      | ♦      | ♦      | ♦      | ♣      | ♣      | ♣      | ♥      | ♥      | ♥      | 注釈        |
| 開催n日目 | 「♠J」 | 「♠Q」 | 「♠K」 | 「♦J」 | 「♦Q」 | 「♦K」 | 「♣J」 | 「♣Q」 | 「♣K」 | 「♥J」 | 「♥Q」 | 「♥K」 | 注釈        |
| --------- | ------ | ------ | ------ | ------ | ------ | ------ | ------ | ------ | ------ | ------ | ------ | ------ | ----------- |
| 開催1日目 |        |        |        |        | ◎      |        |        |        | ◎      |        |        |        | [ 注釈 47 ] |
| 開催2日目 |        |        |        |        | 済     |        |        |        | 済     |        |        |        |             |
| 開催3日目 |        | ◎      |        |        | 済     |        |        |        | 済     |        |        |        | [ 注釈 48 ] |
| 開催6日目 |        | 済     |        |        | 済     |        | 済     |        | 済     | ◎      |        | 済     | [ 注釈 49 ] |
| 開催6日目 |        | 済     |        | ◎      | 済     |        | 済     |        | 済     | 済     |        | 済     |             |
| 開催6日目 |        | 済     |        | 済     | 済     | ◎      | 済     |        | 済     | 済     |        | 済     | [ 注釈 50 ] |
| 開催7日目 |        | 済     |        | 済     | 済     | ◎      | 済     |        | 済     | 済     |        | 済     | [ 注釈 50 ] |
| 開催7日目 | ◎      | 済     |        | 済     | 済     | 済     | 済     | ◎      | 済     | 済     |        | 済     | [ 注釈 51 ] |
| 開催7日目 | 済     | 済     | ◎      | 済     | 済     | 済     | 済     | 済     | 済     | 済     |        | 済     | [ 注釈 53 ] |
| 開催7日目 | 済     | 済     | 済     | 済     | 済     | 済     | 済     | 済     | 済     | 済     | ◎      | 済     | [ 注釈 54 ] |

前回の「げぇむ」の時系列
第52話「いまわのくにのこくみん」から判明した前回の「げぇむ」の時系列の詳細。総「ぷれいやぁ」数など不明だが、比較的古参であるアグニと比べても、かなりの日数がかかったことがわかる。
キューマたちが入国したのが、アリスたちが入国する5カ月前と判明している。
| 稚羅日勲 シーラビ | 九頭龍慧一 クズリュー | 久間欣治 （キューマ） | 加納未来 ミラ | 「げぇむ」                  |
| ----------------- | --------------------- | --------------------- | ------------- | --------------------------- |
| 1日目             |                       |                       | 1日目         |                             |
| 2日目             | 1日目                 |                       | 2日目         |                             |
| 3日目             | 2日目                 | 1日目                 | 3日目         | 「♠3」                      |
| 4日目             | 3日目                 | 2日目                 | 4日目         |                             |
| 87日目            | 86日目                | 85日目                | 87日目        | 「♠K」 「♦K」 「♣K」 「♥Q」 |
| 94日目            | 93日目                | 92日目                | 94日目        | 「♥K」                      |

## OVA
サンデー連載7作品を連続OVA化するアニサン企画の一つとして、コミックス第12巻にOVA付き特別版が2014年10月15日に発売。アニメーション制作は、SILVER LINK.・CONNECT。
なお2015年10月6日より3週にわたり、TOKYO MX『アニサン劇場』枠にてテレビ放映が行われた。

### スタッフ
- 原作 - 麻生羽呂（「 週刊少年サンデー」・「週刊少年サンデーS増刊」連載中）
- 監督 - 橘秀樹
- 助監督 - 松根マサト
- シリーズ構成・脚本 - 中村亮介
- キャラクターデザイン・総作画監督 - 須藤智子
- 美術監督 - 桑原悟
- 色彩設計 - 但野ゆきこ
- 撮影監督 - 岩井和也
- 3D監督 - 濱村敏郎
- 編集 - 坪根健太郎
- 音楽 - 堤博明
- 音楽プロデューサー - 田井モトヨシ
- 音響監督 - 土屋雅紀
- アニメーションプロデュース - barnum studio
- プロデューサー - 鳥光裕、大山良、岩瀬智彦
- アニメーション制作 - SILVER LINK.・CONNECT
- 製作 - アニサン製作委員会

#### 各話リスト
| 話数  | サブタイトル              | 絵コンテ   | 演出       | 作画監督                 | 収録巻 |              |
| ----- | ------------------------- | ---------- | ---------- | ------------------------ | ------ | ------------ |
| 第1話 | game1 ♣3 「くらぶのさん」 | 松根マサト | 松根マサト | 原友樹 丹羽信礼 須藤智子 | 第12巻 | おみくじ編   |
| 第2話 | game2 ♠5 「すぺえどのご」 | 橘秀樹     | 橘秀樹     | 原友樹 丹羽信礼 須藤智子 | 第13巻 | 鬼ごっこ編   |
| 第3話 | game3 ♥7 「はあとのなな」 | 島津裕行   | 橘秀樹     | 原友樹 丹羽信礼 須藤智子 | 第14巻 | かくれんぼ編 |

## 実写ドラマ
2020年12月10日よりNetflixにて世界190か国に配信されている。山﨑賢人・土屋太鳳のW主演。同月にはシーズン2の製作が発表され、2022年12月22日よりシーズン2が配信開始。2023年9月28日、シーズン3の制作が発表された。

## アトラクション
2024年7月19日よりイマーシブ・フォート東京にてNetflixの実写ドラマシリーズ「今際の国のアリス」の世界観をベースとした体験型アトラクション『今際の国のアリス〜Immersive Death Game〜』がスタート。日本語・英語・中国語（簡体字）・中国語（繁体字）の4言語に対応しており、ドラマシリーズの世界中のファンを取り込みインバウンド来場者の拡大を狙っている。本アトラクション内の映像については、ドラマシリーズのスタッフが集結して制作されており、利用者はドラマシリーズ内にも登場した「首輪爆弾」を全員が着用し、制限時間内に首輪を外せなければ、想定外の衝撃で悶絶間違いなしの“超刺激”没入体験ができるとされる。

## 書誌情報
- 麻生羽呂『今際の国のアリス』 小学館〈少年サンデーコミックス〉、全18巻
  1. 2011年4月23日初版発行（2011年4月18日発売）、ISBN 978-4-09-122819-2
  2. 2011年9月21日初版発行（2011年9月16日発売）、ISBN 978-4-09-123269-4
  3. 2012年1月23日初版発行（2012年1月18日発売）、ISBN 978-4-09-123444-5
  4. 2012年7月23日初版発行（2012年7月18日発売）、ISBN 978-4-09-123779-8
  5. 2012年10月23日初版発行（2012年10月18日発売）、ISBN 978-4-09-123897-9
  6. 2013年1月23日初版発行（2013年1月18日発売）、ISBN 978-4-09-124171-9
  7. 2013年5月22日初版発行（2013年5月17日発売）、ISBN 978-4-09-124304-1
  8. 2013年8月22日初版発行（2013年8月16日発売）、ISBN 978-4-09-124363-8
  9. 2013年12月23日初版発行（2013年12月18日発売）、ISBN 978-4-09-124514-4
  10. 2014年3月23日初版発行（2014年3月18日発売）、ISBN 978-4-09-124580-9
  11. 2014年6月23日初版発行（2014年6月18日発売）、ISBN 978-4-09-124667-7
  12. 2014年10月20日初版発行（2014年10月17日発売）、ISBN 978-4-09-125308-8
    - 『OVA付き限定版』2014年10月20日初版発行（2014年10月15日発売）、ISBN 978-4-09-941842-7

  13. 2014年12月21日初版発行（2014年12月18日発売）、ISBN 978-4-09-125416-0
    - 『OVA付き限定版』2014年12月21日初版発行（2014年12月16日発売）、ISBN 978-4-09-941850-2

  14. 2015年2月21日初版発行（2015年2月18日発売）、ISBN 978-4-09-125560-0
    - 『OVA付き限定版』2015年2月21日初版発行（2015年2月16日発売）、ISBN 978-4-09-941849-6

  15. 2015年5月21日初版発行（2015年5月18日発売）、ISBN 978-4-09-125837-3
  16. 2015年9月21日初版発行（2015年9月18日発売）、ISBN 978-4-09-126206-6
  17. 2016年1月23日初版発行（2016年1月18日発売）、ISBN 978-4-09-126698-9
  18. 2016年4月23日初版発行（2016年4月18日発売）、ISBN 978-4-09-127097-9
- 麻生羽呂『今際の国のアリス RETRY』 小学館〈少年サンデーコミックス〉、全2巻
  1. 2020年12月16日初版発行（2020年12月11日発売）、ISBN 978-4-09-850365-0
  2. 2021年2月23日初版発行（2021年2月18日発売）、ISBN 978-4-09-850388-9